# Pilsner Urquell
Vous lisez un « bon article » labellisé en 2010.

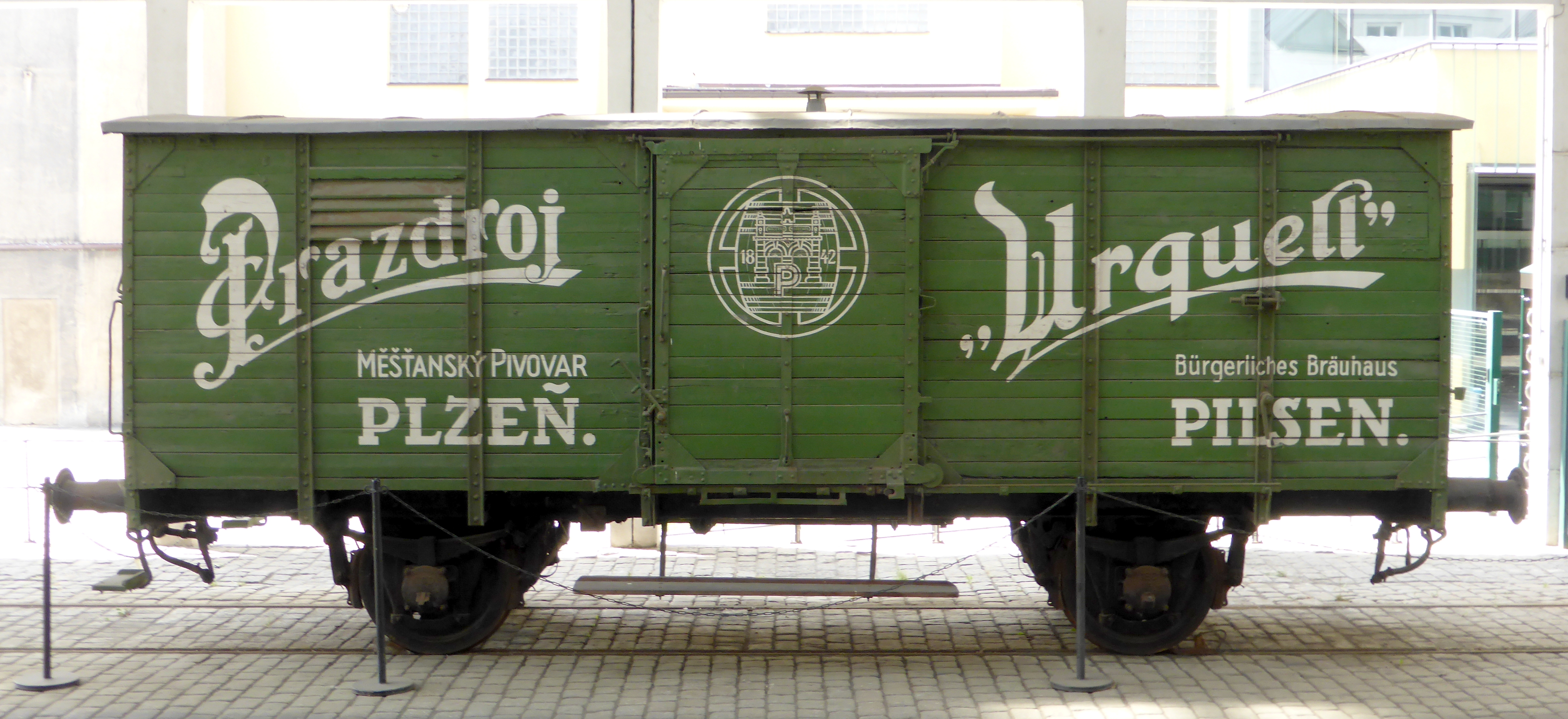
Wagon de fret historique.

Pilsner Urquell en allemand, Plzeňský Prazdroj en tchèque, est une entreprise brassicole produisant, dans la ville de Pilsen, quatrième ville de Tchéquie, une bière du même nom. Urquell, ou Prazdroj, signifie « source originelle ».
Elle a progressivement pris le contrôle d'une constellation de brasseries dans d'autres villes et pays, où d'autres marques de bières sont produites, qui lui assurent la place de numéro un en Tchéquie en termes de volume et d'exportation. Elle a également lancé une chaîne de brasserie-restaurant afin de contrôler entièrement le cycle de la production de bière à sa consommation et elle héberge aussi un immense restaurant et un musée. À l'étranger, outre ses unités de production (en son nom ou sous licence), elle détient également des parts d'entreprises de grande distribution.
L'entreprise tient son nom de sa bière phare (environ 17 % de sa production) créée à Pilsen en 1842, donnant le nom de la ville à un type de bière (pilsner, pilsener ou pils) qui est aujourd’hui le plus répandu dans le monde (près de 80 % de la production) puisqu'il est à l'origine des bières blondes ou dorées (gold).
Pilsner Urquell est aujourd'hui propriété du groupe Asahi Breweries après un long cheminement qui lui valut de changer de nom et de statut à maintes reprises depuis 170 ans sans que cela n'affecte apparemment la qualité de sa production. Profitant aujourd'hui d'équipements de pointe, elle fonde sa communication sur l'authenticité et la qualité du produit en misant sur une clientèle exigeante à la consommation éclairée.
Atout majeur de l'économie tchèque grâce à ses exportations dans plus de 56 pays, cette brasserie qui détient la moitié du marché tchèque est considérée par les amateurs comme un haut-lieu de la bière et elle est en outre une attraction touristique majeure.

## Historique

### Au Moyen Âge
On a des preuves de culture du houblon en Bohême depuis l'an 859 et de brassage de la bière à partir de l'an 993. La plus ancienne brasserie connue en Tchéquie est celle de Cerhenice, créée en 1148.
Au XIIe siècle, les citoyens bravent le décret de l’évêque de Prague, saint Vojtech (Adalbert de Prague), qui interdit le brassage et la consommation de bière (jugée immorale) sous peine d’excommunication. Au XIIIe siècle, le roi Venceslas Ier de Bohême obtient du pape Innocent IV la révocation de ce décret.

#### Les brasseries de citoyens

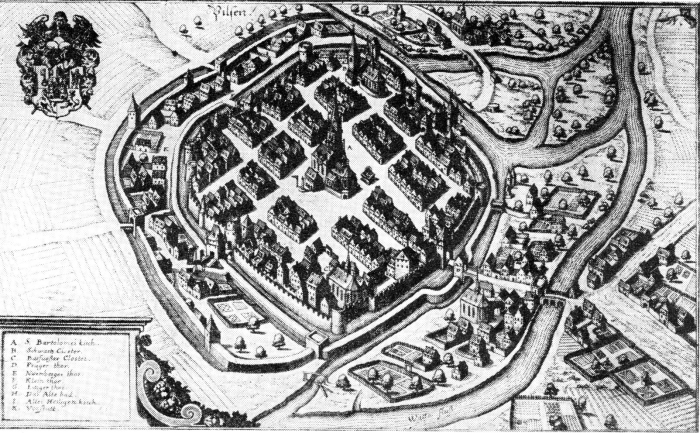
Pilsen au XVIIe siècle.

Par édits royaux, les citoyens des villes nouvelles sont alors autorisés à fabriquer et à vendre de la bière à domicile dans un rayon d’environ 1,5 km. Comme celle de sa concurrente České Budějovice (Böhmisch Budweis, en allemand), la brasserie de Pilsen date du XIIIe siècle. C’est en 1295 que le roi de Bohême, Venceslas II, fonde la « Nouvelle Plzeň », idéalement placée en termes de voies commerciales, à neuf kilomètres de l’ancienne, ingratement située. Il octroie aux 260 citoyens-bourgeois de Pilsen le même privilège que possède la capitale de la Moravie, Brno, depuis 1243 (par décret de Venceslas Ier) : un droit héréditaire de brassage, quelle que soit leur profession.
On a trace de brasseries à Pilsen en 1307. Elles sont, à l'époque, ce qu'on appelle des « brasseries de citoyens ». Une malterie communautaire est construite au centre de la ville.
Les bières tchèques ne présentent alors aucun caractère exceptionnel, malgré la réputation de qualité du malt et du houblon de Moravie. Les bières produites à Pilsen en ce début du XIVe siècle sont soit « rouges » (à base de froment), soit « blanches » (à base d’orge). Ce sont des bières de fermentation haute, troubles et parfois de qualité médiocre. Les siècles suivants, les guerres successives (notamment celle de Trente Ans au XVIIe siècle) n'améliorent pas du tout la situation, au contraire.

#### La fermentation basse
Les Bavarois connaissent depuis au moins le XVe siècle la fermentation basse. Ils ont découvert par hasard que la bière conservée à basse température ne surit pas. Autre avantage, la levure se dirige peu à peu vers le fond du tonneau, ce qui donne une bière beaucoup plus claire. La fermentation basse requiert donc de la glace en abondance, et les froides grottes des contreforts des Alpes pour la conserver. Le procédé est parfois utilisé en Bohême, quand il y a des grottes. Mais, partout, la maîtrise de la qualité est absente malgré le décret du Reinheitsgebot (loi de pureté de la bière parue en 1516), et la réussite laissée au hasard. La fermentation basse de l’époque donne des bières brunes (dunkel), ou quelquefois un peu plus claires, mais encore troubles sans doute.
C’est à la fin du XVIIIe siècle que František Ondřej Poupě (1753-1805), le prestigieux maître brasseur de Pilsen donne des bases scientifiques à la fermentation basse en introduisant l’usage d’instruments de mesure, et notamment celui du thermomètre de malterie et de l'hydromètre.

### AuXIXesiècle

#### L’ère industrielle

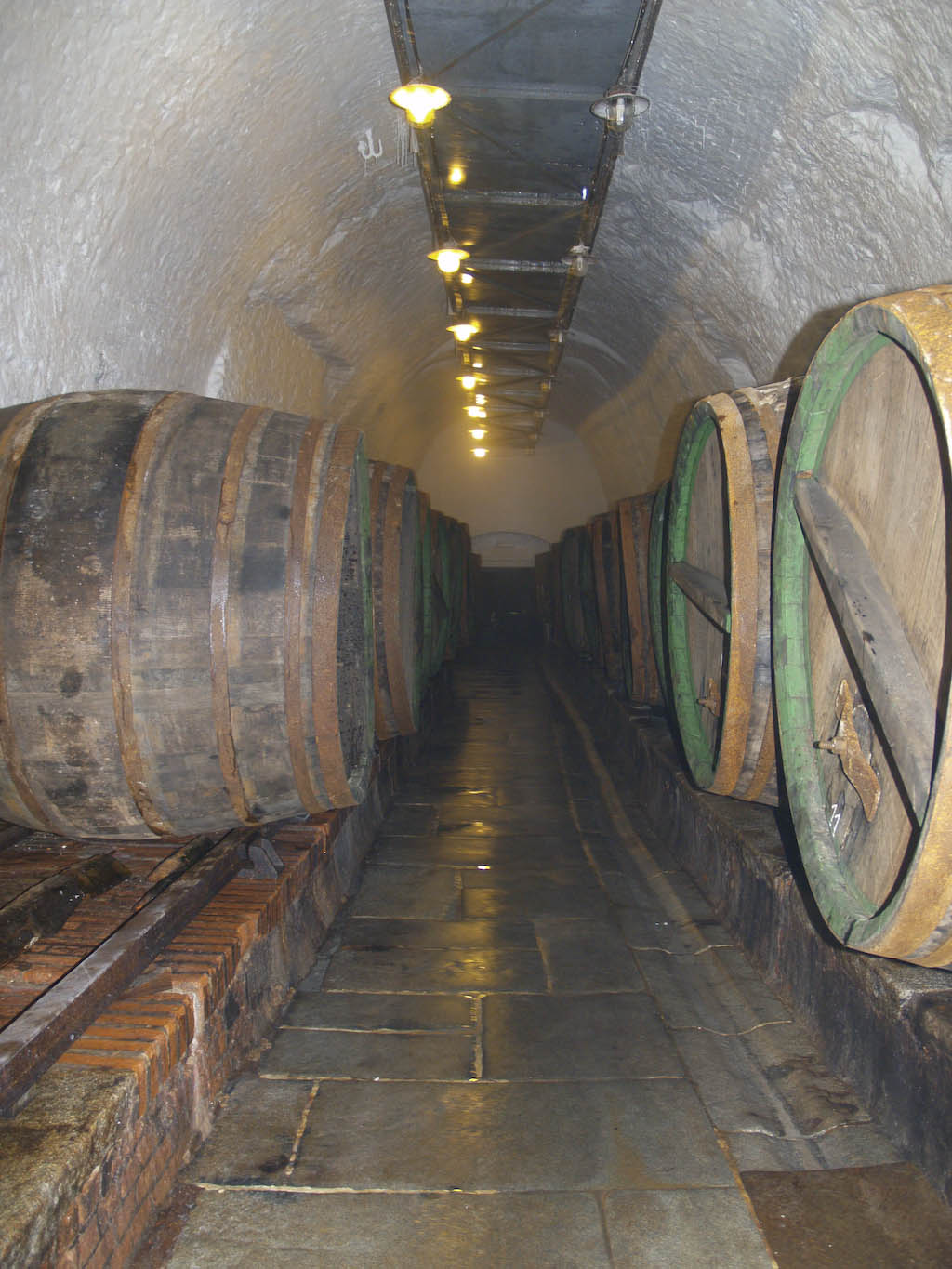
La cave de maturation où autrefois la bière s’affinait trois mois dans ces fûts de 25 hectolitres aujourd’hui remplacés par des citernes en acier inoxydable de 3300 hectolitres.

En 1838, Pilsen vient de connaître une période sombre. Depuis le début du siècle, la qualité de la bière se détériore, sans doute en raison d’une méconnaissance de modes adéquats de fermentation. La qualité des bières de citoyens est souvent médiocre et la rumeur fait état de procédés inavouables pour corriger le goût. Les consommateurs se tournent de plus en plus vers les bières bavaroises, de fermentation basse, qui se conservent mieux, et de qualité plus constante.
Cependant, depuis une vingtaine d’années, les échanges sont intenses dans le monde brassicole européen. Le brassage devient plus technique, plus spécialisé, et de rigoureux modes opératoires commencent à être édictés. Les brasseurs de Bohême, forts de leurs nouvelles connaissances dans le domaine des levures, commencent à établir un rapport entre les variations dans les propriétés de celles-ci et les différences de style des bières. À Pilsen, on n’ignore pas que les choses sont en train de bouger.
En février 1838, 36 tonneaux de bière de Pilsen, jugée imbuvable, sont déversés sous les fenêtres de l’hôtel de ville. L’année suivante, plusieurs bourgeois de Pilsen, détenteurs de droits de brassage, s’associent et demandent à l’administration de la ville l’autorisation de construire une nouvelle brasserie. Ils veulent utiliser les meilleures technologies, leur permettant de produire la meilleure bière du monde, afin de gagner de l’argent.
Ils choisissent un emplacement où l’eau de source est abondante et où le grès va permettre l’établissement de neuf kilomètres de caves reproduisant les conditions de fraîcheur des grottes bavaroises, c’est-à-dire autorisant les deux étapes de la fermentation basse : la fermentation primaire en cuve ouverte, puis la maturation en fût.
Les travaux de František Ondřej Poupě ont ouvert la voie à deux brasseurs du XIXe siècle, l’Autrichien Anton Dreher et le Munichois Gabriel Sedlmayr qui, s’inspirant des travaux de Pasteur sur les souches de levure et le processus de fermentation, élaborent la fermentation basse de type scientifique — autorisant une exploitation industrielle (la première mise en œuvre est peut-être celle de Dreher, en 1841, dans sa brasserie de Klein Schwechat),.
La première tentative d’utilisation industrielle de la réfrigération n’aura lieu qu’en 1851, lorsque l’Écossais James Harrison mettra en œuvre son système dans une brasserie australienne. Et il faudra attendre 1873, avant que le premier système de Carl von Linde ne vienne équiper la brasserie Spaten, à Munich.

#### LaBürgerliche Brauhaus

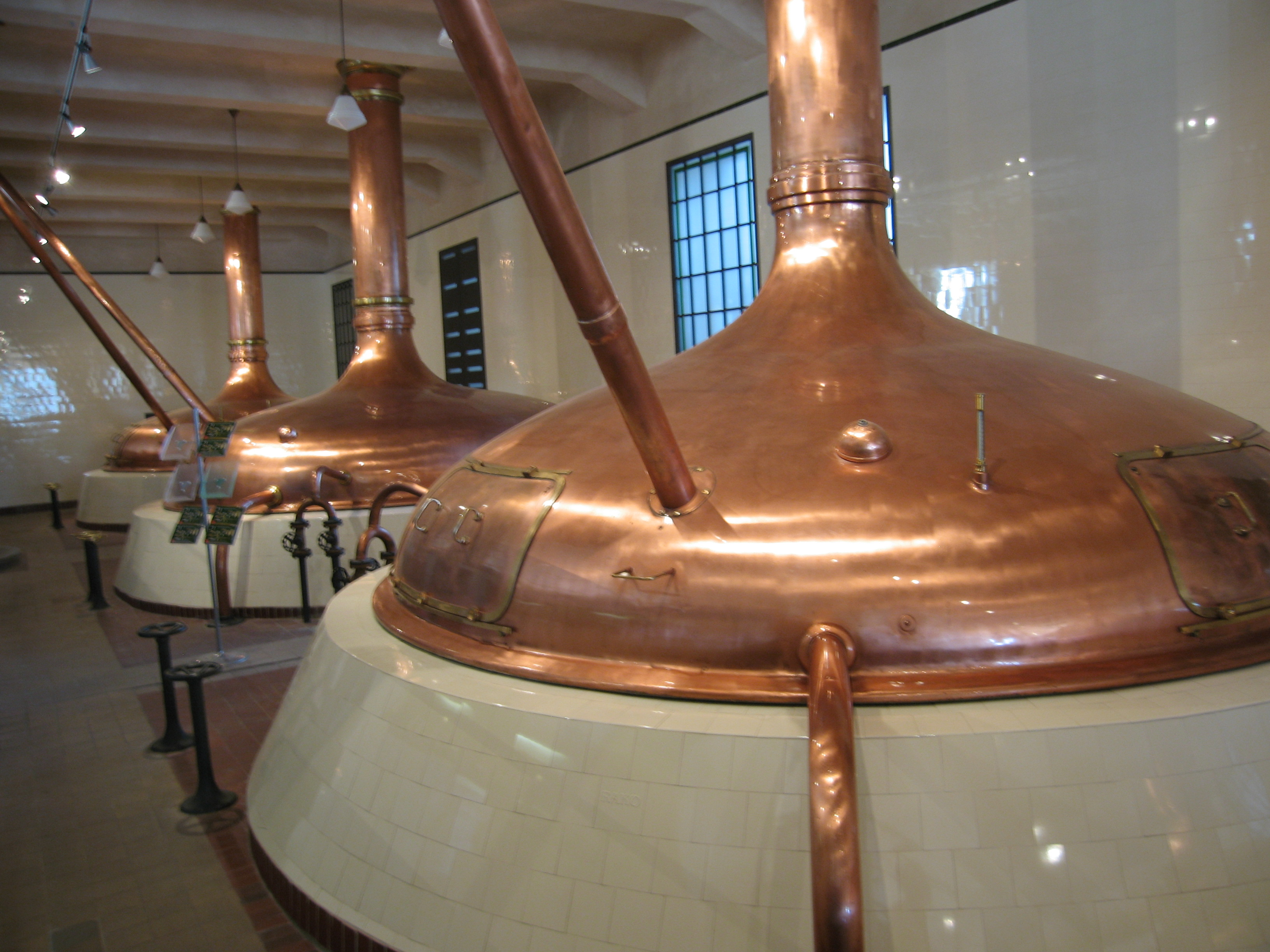
La salle de brassage.

Les brasseurs de Pilsen choisissent l’architecte Martin Stelzer, qui entreprend de parcourir l’Europe, visitant les brasseries de Copenhague, de Munich et de Vienne. Il revient avec des plans déjà tracés, accompagné d’un maître brasseur bavarois de 29 ans, Josef Groll, qui connaît les secrets de la méthode de fermentation à froid inventée par les frères Jecmen. L'architecte et le maître brasseur mettent en commun leurs savoirs pour développer équipements et méthodes de brassage. La construction de la nouvelle brasserie s'effectue du 15 septembre 1839 à l’automne 1840.
À Pilsen, la toute nouvelle Bürgerliche Brauhaus (« Brasserie de Citoyens » ou « Brasserie de Bourgeois », en allemand) a pour vocation de produire une bière « parfaite », capable de concurrencer les bières bavaroises.
À force d’expériences nouvelles, les malteurs parviennent à créer, en trempant l'orge dans l’eau très douce de Pilsen, en la touraillant plus légèrement, un malt nettement moins foncé, doré, qui va donner une couleur inhabituelle à la bière, qui va faire naître la première bière blonde de type lager : « l'or de Bohême » était né ! Le houblonnage se fait sur le moût produit. Le houblon ne disparaît plus sous la lourdeur de malts foncés.
C'est ainsi que, le 5 octobre 1842, est inventée une bière dont la particularité est d’être plus claire que toutes les bières connues jusqu’alors : blonde et transparente, scintillante, dorée, la bière de Pilsen fait sensation parmi les 1000 bières de fermentation haute produites alors en Bohême. Les premiers brassins sont un succès. Les fûts sont d'abord destinés aux restaurants de la ville (Zum Goldenen Adler, Zur weißen Rose et Hanes), puis à une taverne de Prague. La nouvelle bière connaît également une grande faveur dans les stations thermales de Bohême.
Dès 1845, la réputation est établie. En 1856, la bière de Pilsen est servie à Vienne puis, trois ans plus tard, à Paris. En cette même année 1859, Pilsner Bier (c’est-à-dire « bière de Pilsen ») devient une marque déposée. C'est un nom allemand, la Bohême faisant alors partie de l'Empire austro-hongrois. Alors qu'en 1842 ce sont presque 4 000 hl de bière qui sont produits, dès 1849 le chiffre monte à 11 000 hl et en 1859 la production atteint 43 000 hl.
À la suite de ce succès, une brasserie concurrente ouvre à Pilsen en 1869, la brasserie Gambrinus (fondée, entre autres, par Emil Škoda).
La bière claire de Pilsen voit sa réputation grandir à une vitesse vertigineuse. Le succès est vite mondial. En 1865, devenue la troisième du pays, la Bürgerliche Brauhaus exporte les trois-quarts de sa production. L’Amérique est atteinte en 1871.
Comme pour mettre en valeur la robe lumineuse de la nouvelle bière, le cristal de Bohême gagne lui aussi l’Europe et l’Amérique. Dans les cafés, les verres à bière commencent à remplacer les chopes de terre cuite, ce qui donne plus d'importance à l'apparence des bières. Limpidité et coloration deviennent des facteurs de succès commercial.
En 1881, la brasserie installe l'électricité dans ses équipements et achète des véhicules (wagons et camions), pour faciliter le transport de la glace nécessaire à la fermentation basse, et pour la distribution de sa bière. En 1887, apparaissent les premières bouteilles en verre, puis les étiquettes seront peu à peu mises en place les années suivantes.
En 1892, une autre brasserie concurrente ouvre ses portes à Pilsen : Plzeňský společenský pivovar Prior.

#### LaPilsner Urquell

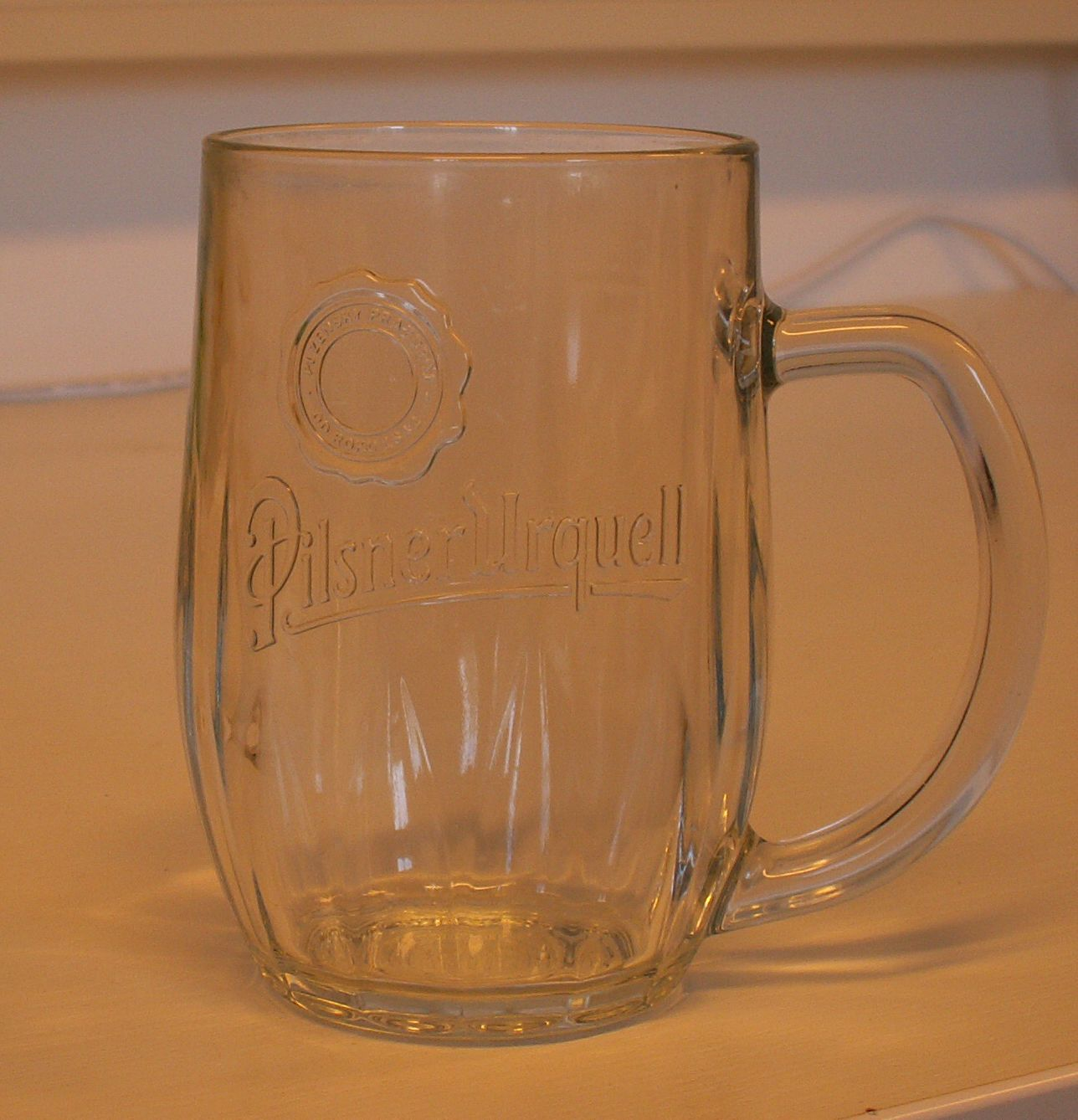
Chope dédiée

Bien que déposée et constituant un label d’origine, l’appellation pilsner commence à être revendiquée par les imitateurs. La Bürgerlichen Brauhaus s’entoure alors de nouvelles précautions. En 1898, elle dépose un nouveau nom pour sa bière, toujours en allemand : Pilsner Urquell (Plzeňský Prazdroj en tchèque), qui signifie « source originelle de Pilsen ».
Le succès ne se dément pas. Revanche sur le décret de saint Vojtech, le pape Léon XIII se voit prescrire de la Pilsner Urquell par son médecin, pour faciliter sa digestion.
Rançon du succès de la pilsner, ce style de bière est copié et se répand de par le monde, devenant le type le plus répandu. Aujourd'hui, les appellations « pilsner » ou « pils » sont très courantes, mais elles ne désignent souvent que des lagers légères, qui manquent de corps et de houblon, qui n’ont pas la bouche nette et la fine amertume de la bière de Pilsen.
Seule la bière brassée à Pilsen peut se targuer de l'appellation Echtes Pilsener (« véritable pilsener »).
L'appellation Spezialbier (« bière spéciale » en allemand) remplace en Suisse celle de « Pilsener » en raison d'un accord commercial interdisant l'emploi de ce terme en contrepartie de protections sur l'appellation du fromage Emmental en Tchéquie.

### AuXXesiècle

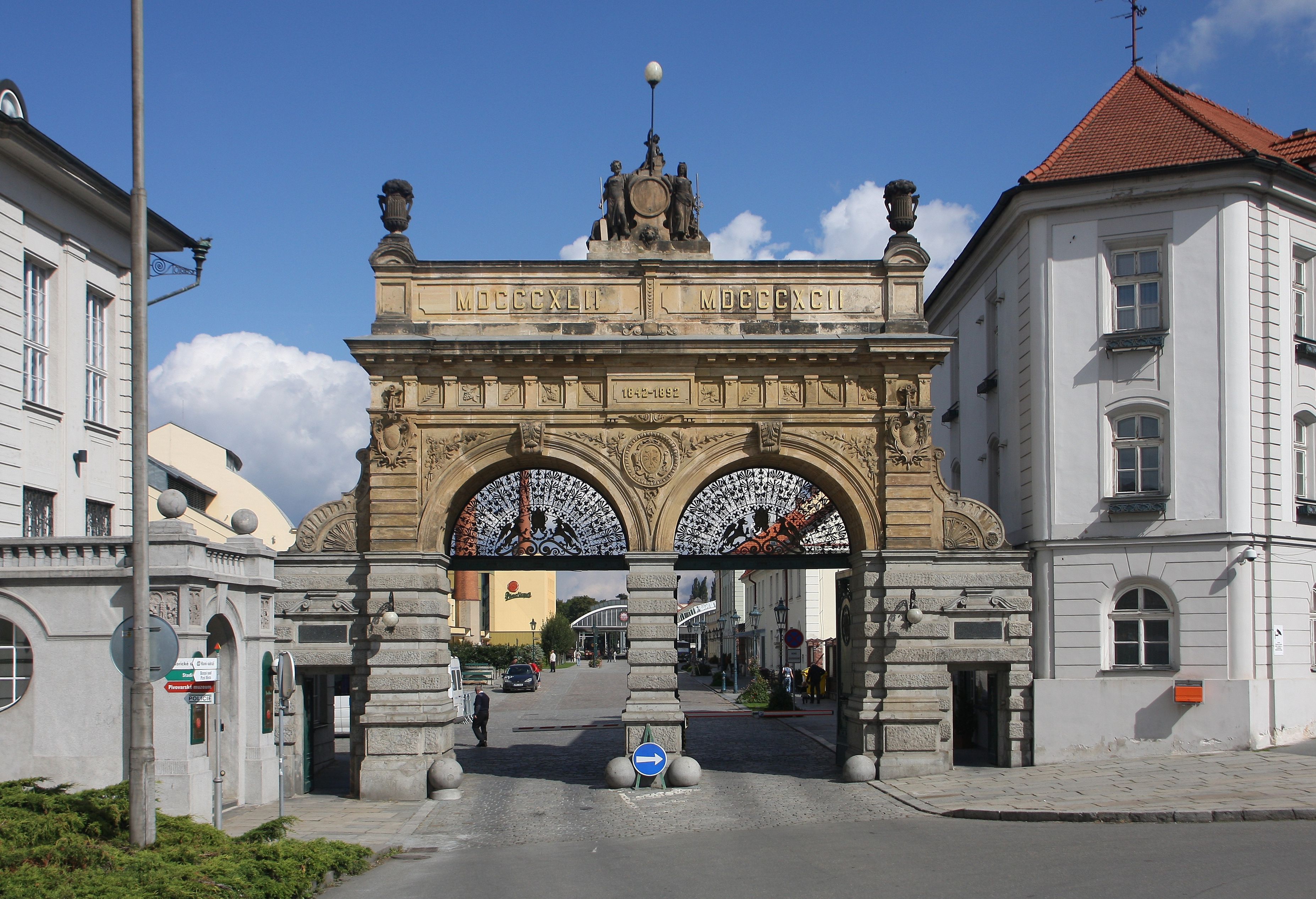
L'entrée de la brasserie (1892).

#### LaMěšťanský Pivovaret la concurrence
L'entreprise a grandi et s'est modernisée. Elle achève son équipement électrique et la construction du château d'eau. Elle se dote également d'une flottille de camions et de plus de trois cents wagons, pour l'exportation de sa bière.Longtemps, d'ailleurs, on a pu s’étonner qu’en Tchéquie la meilleure bière fut produite par les plus importantes brasseries (ailleurs, c’est souvent l’inverse).
En 1907, la brasserie Gambrinus lance une bière concurrente, la Pilsner Kaiserquell.
En 1913, la Bürgerlichen Brauhaus devient une des plus importantes brasseries d’Europe, produisant cette année-là plus d'un million d’hectolitres de Pilsner Urquell, commercialisée dans 34 pays, malgré la concurrence locale : Bürgerlichen Brauhaus, 1 019 646 hl ; První akciový pivovar (Gambrinus) 272 181 hl ; Společenský pivovar (Prior) 196 665 hl ; Český akciový pivovar (Světovar) 39 449 hl. Mais le volume de production va désormais fluctuer, le pays étant pris dans les remous de l’Histoire.
L’empire d’Autriche-Hongrie se disloque à la fin de la Première Guerre mondiale, et les Tchèques remettent leur langue à l’honneur : Bürgerlichen Brauhaus devient Měšťanský Pivovar (même signification). Gambrinus sort une nouvelle marque de bière en 1919 : Kaiserquell devient Gambrinus Pilsen (Plzeňský Gambrinus).
Les années 1919-1923 sont particulièrement noires. La consommation intérieure décline et plusieurs marchés d'exportation sont perdus (à cause de la Prohibition). À partir de 1925, plusieurs brasseries de Pilsen fusionnent :
- Staroplzen, Stenovicky et Cesky plzensky pivovar Svetovar s'unissent à Gambrinus ;
- Plzeňský společenský pivovar Prior s'unit à Měšťanský pivovar.

En 1932 il n'en reste plus que deux qui font difficilement face à la crise de 1929 : Měšťanský pivovar et Plzeňské akciové, dont l’actionnaire majoritaire (80 %) est Měšťanský. Elles décident alors de fusionner le 27 octobre 1932 sous le nom de Plzeňské akciové pivovary (PAP) (« Brasseries par actions de Pilsen »).

#### Les fusions et nationalisations
Après la Seconde Guerre mondiale, la Tchécoslovaquie se retrouve sous tutelle soviétique. Le 13 septembre 1946, les deux brasseries, nationalisées, sont réunies en une seule entreprise : Plzeňské Pivovary n. p. (« Brasseries de Pilsen ») malgré les protestations des employés. Le développement est freiné par les dégâts de guerre qui ont détruit le site de Gambrinus. En février 1947, plusieurs brasseries locales sont intégrées à Plzeňské Pivovary, mais la production stagne aux alentours de 1,3 million d’hectolitres. Cependant, pour cette bière d’une qualité exceptionnelle, il existe toujours une demande par-delà le rideau de fer et en 1956, l'exportation reprend. L’essentiel de la production est destiné à celle-ci. Elle apporte de riches devises étrangères à l’État qui, malheureusement, n’offre rien en contrepartie pour moderniser la brasserie. Philosophes, les Tchèques font observer que 50 ans de mise en berne des progrès technologiques auront contribué à préserver l’excellence du produit.
En 1955, les brasserie de Cheb (Chebské Pivovary) et de Karlovy Vary (Karlovarské Pivovary) fusionnent avec Plzeňské Pivovary, sans que cela n'affecte la production des bières locales (Chebské hradní, Hradní světlý ležák, Chebský Starovar, Eger Urbier, Master, Wallenstein, Egerer Urbräu).
En 1958, le gouvernement décide d'une nouvelle organisation régionale des brasseries si bien que Plzeňské Pivovary fusionne avec celles de Bělá nad Radbuzou, Blatná, Březnice[Laquelle ?], Domažlice, Kout na Šumavě, Plasy, Stod, Radnice[Laquelle ?], Staňkov[Laquelle ?], Tachov, Železná Ruda et prend le nom de Západočeské pivovary n.p. (« Brasseries de l'Ouest »). En 1960, la brasserie de Chodová Planá intègre ce conglomérat.
Le 1er juin 1964, le conglomérat se restructure à nouveau et prend le nom de Plzeňský Prazdroj (pro export) avec l'ambition de conquérir le marché extérieur.
En 1978, Pilsner Urquell transforme la brasserie de Beroun (nationalisée en 1946) en usine d'embouteillage pour Gambrinus.

#### L'aventure capitaliste
Le régime communiste chute en 1989. En novembre, Plzeňský Prazdroj (pro exort) redevient Plzeňské Pivovary, une entreprise à capitaux mixtes, avec des implantations à Domažlice, Cheb, Chodová Planá et Karlovy Vary. Une partie de la chaîne de production (celle de Cheb) est réaménagée, mais face à la faible productivité, Plzeňské Pivovary envisage de la fermer.

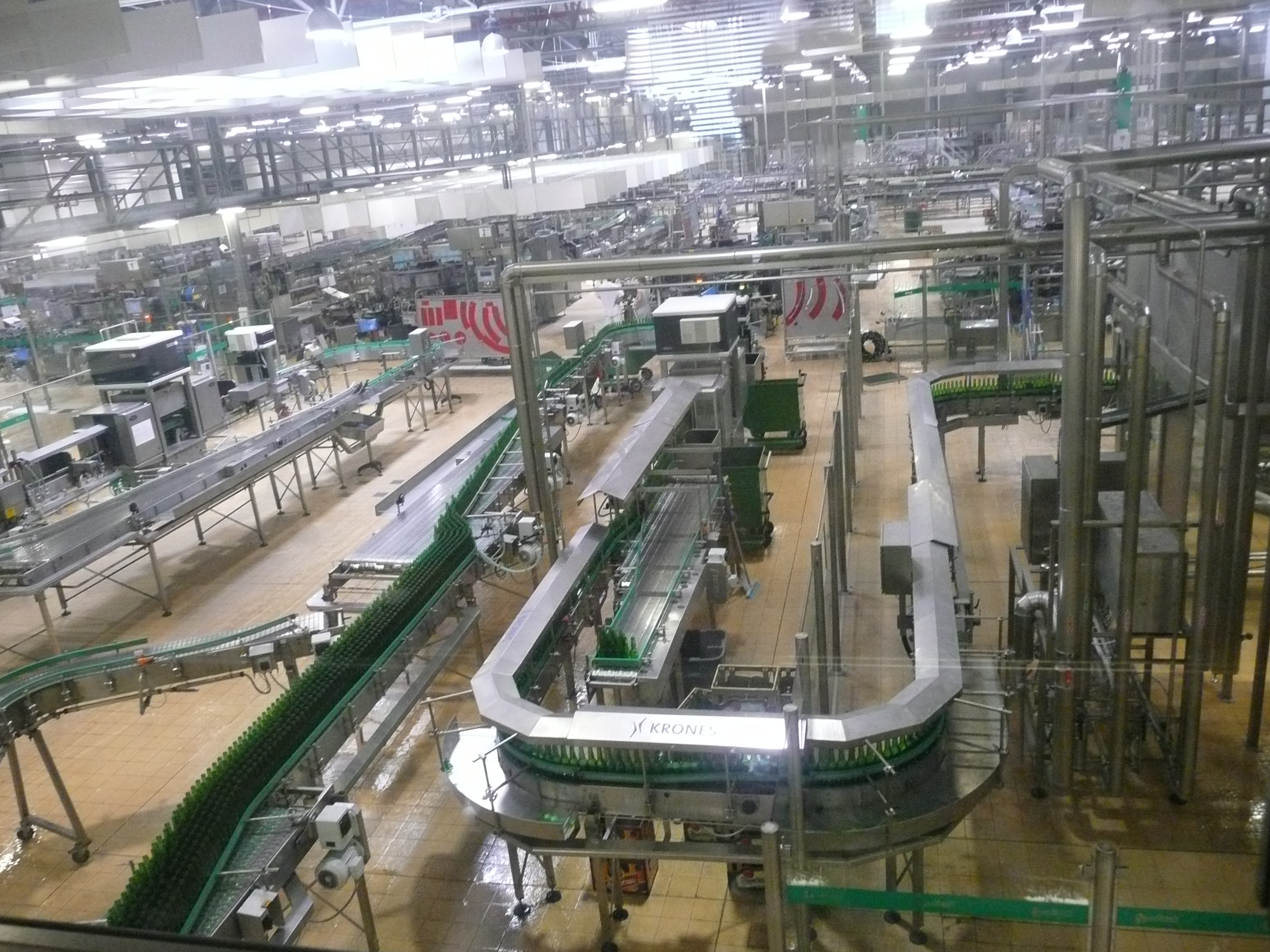
La chaîne d’embouteillage.

Les deux guerres mondiales et la période communiste ont déstabilisé l’industrie tchèque. Voulant entrer dans le XXIe siècle en accroissant leurs exportations, les brasseries se voient contraintes de se moderniser, de rationaliser leur production, d’affronter de nouvelles logiques de distribution et de repenser leur façon de faire des affaires. Elles sont donc très vulnérables face aux grands groupes, qui disposent de capitaux et maîtrisent parfaitement les lois du marché. Au fil des années, Plzeňské Pivovary acquiert ainsi un certain nombre de brasseries et souhaite se développer sur le marché national. Elle se lance dans la spirale du capitalisme. Des emprunts sont contractés, des investissements importants sont consentis en vue de moderniser l’équipement et de doubler la capacité de brassage.
En 1992, un vieux projet de 1929 voit enfin le jour : les fermenteurs de chêne sont remplacés par dix fermenteurs en acier inoxydable, d’une capacité de 800 à 3 600 hectolitres chacun. Un bâtiment de quatre étages loge un système de filtration de pointe, ainsi qu’une chaîne ultra-moderne d’embouteillage et d’enfûtage.
Le 1er mai 1992, Plzeňské pivovary devient une société par actions et prend le nom de Plzeňské Pivovary a.s., puis en 1994, elle prend le nom de sa bière phare et devient Plzeňský Prazdroj. Elle en profite pour restructurer la brasserie de Domažlice où une partie de la production de Gambrinus est transférée et où la production des bières locales (Purkmistr, Prior et Radni) qui étaient brassées sous son égide est abandonnée.
En 1995, la brasserie de Karlovy Vary (Karlovarské pivovary) est réaménagée afin d'embouteiller de l'eau minérale et la production des bières Wallenstein, Starovar et Gambrinus car la brasserie de Cheb (Chebské pivovary) ferme définitivement ses portes.
En 1995, elle lance une chaîne de brasserie-restaurant sous le label Pilsner Urquell Original Restaurant.
En 1996, la nouvelle brasserie produit 4,05 millions d’hectolitres (dont près de 90 % brassés à Pilsen). L'unité de production de Domažlice ferme ses portes. C'est le début d'un long procès avec la ville qui entend racheter la brasserie originale et relancer la production. Ce n'est qu'en 2001 que se terminera ce long bras de fer où des millions de CZK sont en jeu : Plzeňský Prazdroj acceptant de vendre les locaux historiques à un bon prix.
En décembre 1996, l'entreprise fait l'acquisition de la brasserie Ragutisu en Lituanie afin de conquérir le marché balte. Elle y transfère la technologie des brasseries fermées en Tchéquie. La brasserie de Beroun ferme ses portes définitivement en 1997, bien que la production de la bière Pilsner Urquell retrouve son volume de 1913 : un million d’hectolitres.

#### Les fusions et acquisitions

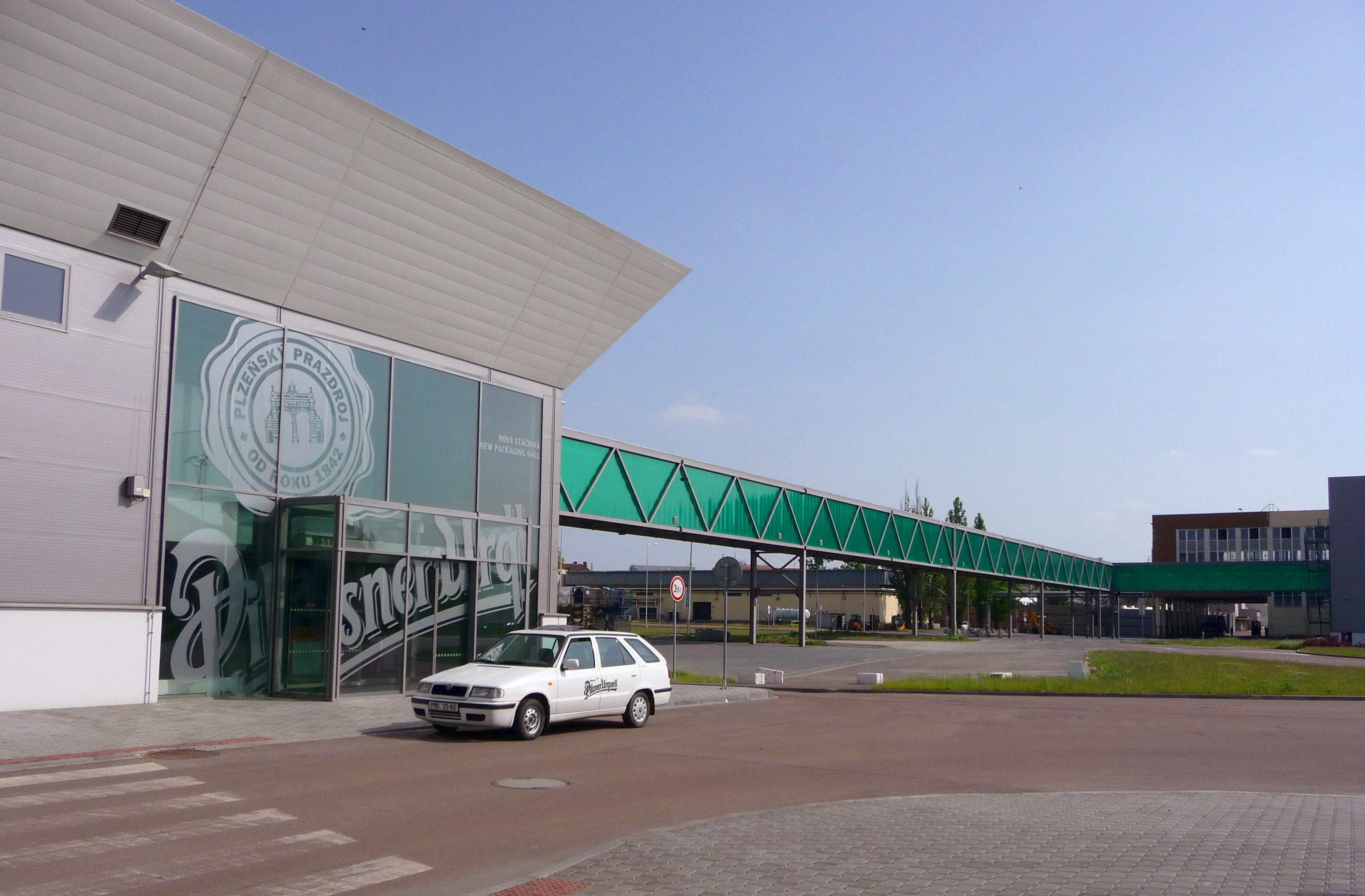
Le nouveau bâtiment de conditionnement. La bière arrive par des tuyaux courant dans la passerelle.

L'actionnaire majoritaire de Plzeňský Prazdroj et de Radegast (alors troisième groupe brassicole tchèque, actionnaire majoritaire de la brasserie Velké Popovice) est la banque japonaise Nomura International. En mars 1999, après deux ans d'efforts et trois échecs, elle obtient de l'Office de contrôle de la compétition économique la confirmation d'une fusion entre les deux brasseries. Elles sont réunies au sein d’un holding baptisé České Pivo (litt. « bière tchèque »), numéro un sur le marché tchèque, avec 44 % de part de marché, produisant environ 8 millions d’hectolitres par an. Le 23 septembre, Nomura détient 87,8 % de Plzeňský Prazdroj (no 1 tchèque) et 94,1 % de Radegast (no 2). Soucieuse de rentabiliser rapidement son investissement, la banque met aussitôt aux enchères 51 % des actions des deux entreprises.
En octobre 1999, Plzeňský Prazdroj et Radegast sont vendues par Nomura au groupe brassicole sud-africain SAB ce qui n’est pas sans causer de l’inquiétude aux amateurs. La Pilsner Urquell pourra-t-elle continuer d’être brassée pur malt, à Pilsen, avec de l’eau de Pilsen, à partir des mêmes ingrédients locaux, soumise aux mêmes coûteuses exigences de qualité ? Bien des Tchèques doutent de la bonne foi de gigantesques groupes étrangers qui ne voient dans la qualité qu'un moyen de dépenser de l'argent plutôt que d'en gagner.
České Pivo devient en 2000 le premier exportateur tchèque de bière, surclassant Budvar.

### AuXXIesiècle

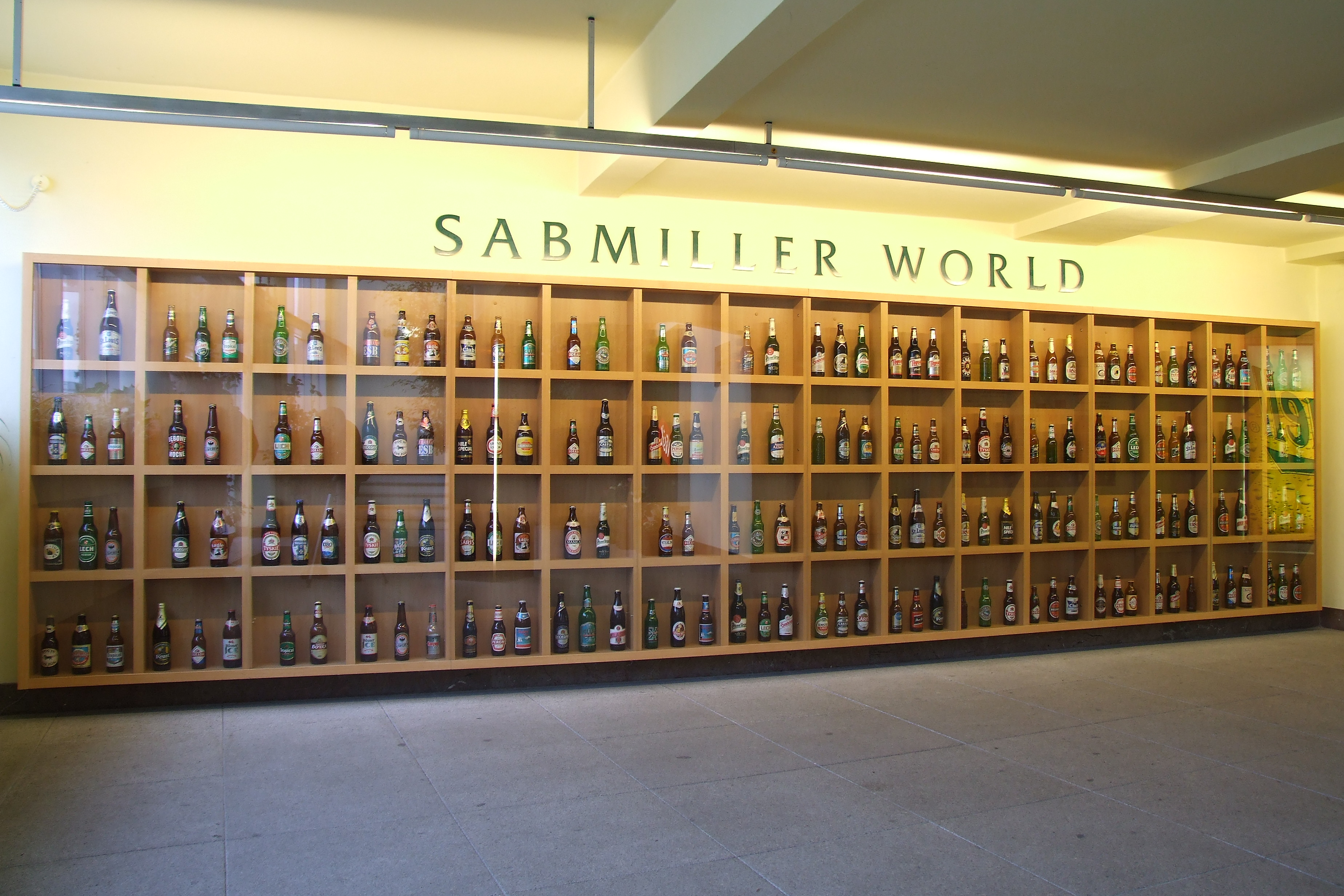
Bières de SABMiller à Pilsen

Les grandes brasseries tchèques luttent aujourd'hui pour demeurer fidèles à leur tradition d'exigence.
En 2001, les ventes de la bière de marque Plzeňský Prazdroj décollent, avec une augmentation de 26 % par rapport à 2000 (37 %, en ce qui concerne les exportations).
SAB fusionne avec le Britannique Miller Brewing en 2002, pour devenir le géant SABMiller, un des tout  premiers brasseurs mondiaux (no 1, en production de bière, en 2007).
Le 30 septembre 2002, Plzeňský Prazdroj achève sa fusion avec Radegast et Velké Popovice. L’ensemble prend le nom de Plzeňský Prazdroj a.s.
Entre 2001 et 2008, la marque Pilsner Urquell a augmenté ses ventes de 63 %, tandis que Gambrinus augmentait les siennes de 10 %, Radegast de 45 % et Velkopopovicky Kozel de 120 %.
En décembre 2016, Asahi annonce l'acquisition pour 7,8 milliards de dollars des activités en Europe centrale et de l'Est de SABMiller, à la suite de l'acquisition de ce dernier par Anheuser-Busch InBev. Ces activités comprennent les marques : Pilsner Urquell, Tyskie, Lecher et Dreier,.

## Marque et entreprise de même nom
Il convient de bien établir la distinction entre la marque de bière originelle, la brasserie mère, les brasseries filles et leurs marques subsidiaires, qui n'ont parfois plus rien à voir avec une bière blonde.

### La marque
Sous la marque Pilsner Urquell / Plzeňský Prazdroj on brasse toujours, avec de l’eau de Pilsen, une bière dont la production est estimée à environ 17 % de la production totale de l’entreprise. Véritable image de marque et produit d'appel, notamment à l'étranger, l'entreprise positionne sa communication sur le terrain des boissons de qualité en vertu d'un héritage historique inaltéré.

### L'entreprise
Depuis la création de la bière pils, l'entreprise mère qui la produit est passée par diverses formes économiques et appellations juridiques : Bürgerlichen Brauhaus (1842-1918), Měšťanský Pivovar (1919-32), Plzeňské akciové pivovary (1932-46), Plzeňské Pivovary n.p. (1946-58), Západočeské pivovary n.p. (1958-64), Plzeňský Prazdroj (pro export) (1964-89), Plzeňské Pivovary (1989-92), Plzeňské Pivovary a.s. (1992-94), Plzeňský Prazdroj (1994-99), České Pivo (1999-2002), Plzeňský Prazdroj a.s. (2002- ). Les brasseries filles (fusionnées ou associées) ont une histoire tout aussi complexe.
Au sein du groupe SABMiller, l’entreprise Plzeňský Prazdroj a.s. produit notamment la Pilsner Urquell mais aussi, sur différents sites, des bières d'autres marques qui ont fusionné avec elle. Elle est maintenant dotée d’unités de production en Allemagne, en Lituanie, en Slovaquie, en Hongrie, en Pologne et en Russie.
Plzeňský Prazdroj a.s. est une société par actions avec un capital évalué à 2 000 000 000 CZK (en 2006) et environ 4 500 000 de titres de valeurs variables. En 2009, l'entreprise a dégagé un revenu de 15 680 000 000 CZK et un bénéfice net de 3 880 000 000 CZK. Son PDG actuel est M. Douglas Brodman.
Par ailleurs, Plzeňský Prazdroj a.s. est entrée dans le capital de plusieurs autres compagnies : elle détient 70 % de parts de Matarex Slovakia, s.r.o. (un supermarché slovaque) et de Cabela Slovakia, s.r.o. (un grossiste slovaque en boissons) et 21,6 % de parts de Výzkumný Ùstav Pivovarský a Sladařský, a.s. (Institut de recherche sur la bière et le malt - VÚPS) en Tchéquie.
Le principal marché à l'exportation est représenté par l'Allemagne (où les bières étrangères ont bien du mal à s'imposer en vertu de la fidélité des nationaux aux bières allemandes produites sous contrôle du Reinheitsgebot) puis les États-Unis et la Slovaquie.
L'entreprise détient son propre réseau d'entreprises de distribution : Pilsner Urquell International Distributing GmbH, Pilsner Urquell États-Unis, Inc, Pilsner Urquell Exports, Kft, Hungary, Pilsner Urquell International Ltd, United Kingdom, Pilsner Urquell Italia SRL, etc.
Plzeňský Prazdroj a.s. compte 2 500 employés (en 2007) et 32 000 clients (21 000 restaurants ou pubs et 11 000 magasins).
- En 2006, elle brasse 10,47 millions d'hectolitres, dont 720 000 exportés ;
- En 2007, elle brasse 10,89 millions d'hectolitres, dont 810 000 exportés. La production annuelle de sa bière phare, Plzeňský Prazdroj, est estimée à quelque 1,8 million d’hectolitres, dont 675 000 exportés.
- En 2008, elle brasse 10,7 millions d’hectolitres (dont environ 1 000 000 hl de Pilsner Urquell, 4 000 000 hl de Gambrinus, 1 000 000 hl de Kozel et 2 500 000 hl de Radegast) :Vue actuelle de Pilsen

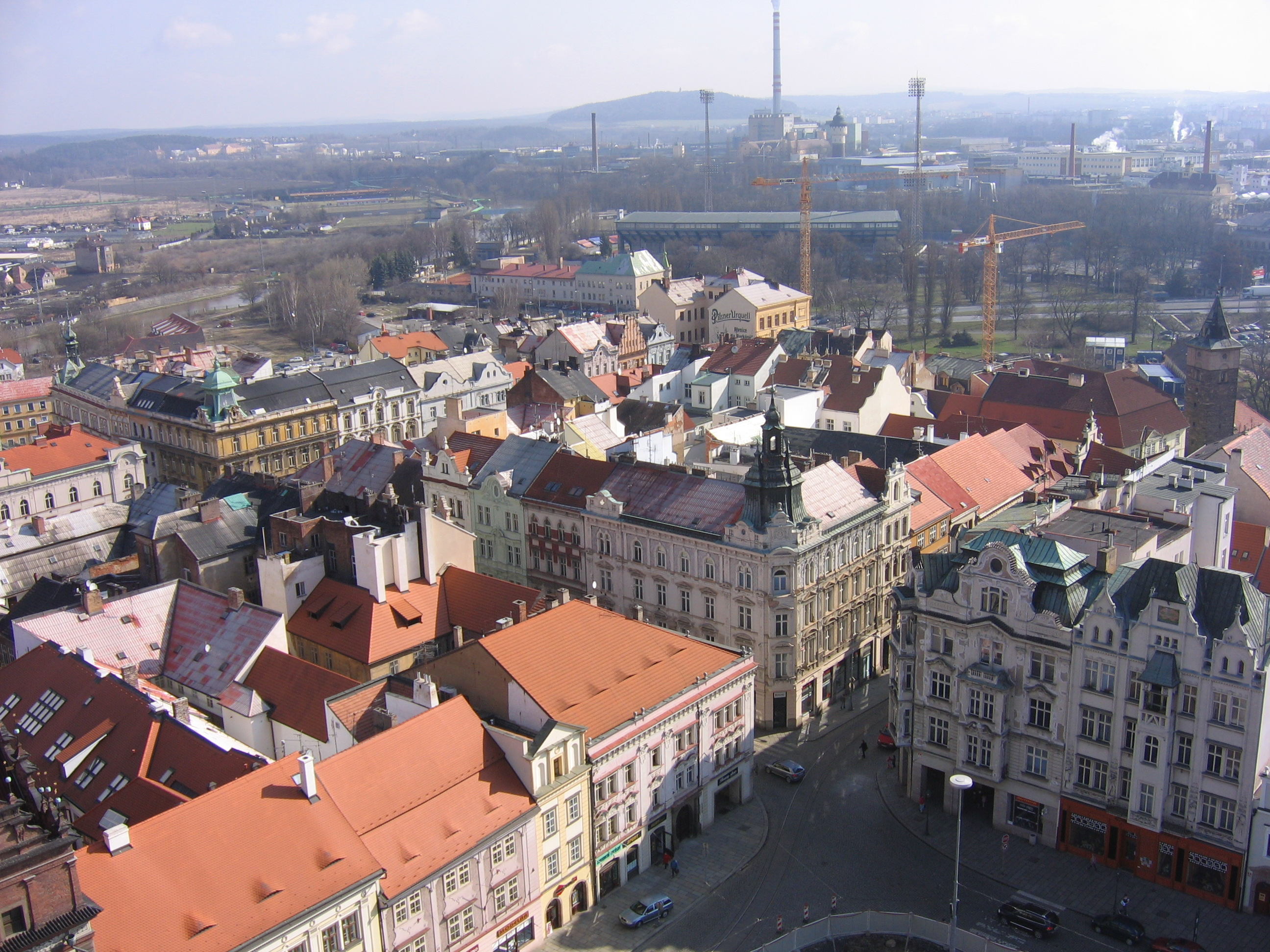
Vue actuelle de Pilsen

  - 7,9 millions vendus en République tchèque,
  - 2,79 millions vendus à l'étranger :
    - 1,91 million d'hectolitres produits sous licence,
    - 800 000 hectolitres exportés ;
- En 2009, elle brasse 10,53 millions d’hectolitres (- 1,9 %) :
  - 7,55 millions vendus en République tchèque (- 4,4 %),
  - 2,99 millions vendus à l'étranger (+ 7,2 %, grâce principalement au marché russe) :
    - 2,2 millions d'hectolitres produits sous licence (+ 15,2 %),
    - 790 000 hectolitres exportés (- 10,2 %[57]).

### Sponsoring
Comme bien d'autres grandes entreprises, Pilsner Urquell est un partenaire associé à de nombreux événements culturels ou sportifs :
- des artistes tels que The Rolling Stones, Paul McCartney, George Michael et Genesis sont soutenus lors de leurs tournées tchèques par Pilsner Urquell Music de même que le Bohemia Jazzfest (à Prague et Pilsen)[58] ;
- elle fait du mécénat pour les musées de Pilsen et se lance aussi dans des œuvres caritatives régionales ;
- l'Équipe olympique tchèque est soutenue par l'entreprise, de même que la Fédération tchèque de Golf (il y a une compétition de golf amateur « Pilsner Urquell »)[59] ;
- la compagnie participe au développement touristique de la région de Pilsen en hébergeant entre autres le Pilsner Fest (Festival de la bière) qui en 2010 en sera à sa 168e édition[60] ;
- ailleurs aussi la marque soutient des événements distingués, tels le British Open, l'Open de France 2009 et le Vivendi Trophy de golf ou le Concours National de Cuisine Artistique - CNCA - pour le Bocuse d'Or 2010[61], la Biennale de Bucarest ou encore le San Francisco International Film Festival, l'International Photography Awards et les Lucie Awards...

### Engagements
Au-delà de ses propres objectifs de qualité et de respect de la recette traditionnelle, l'entreprise s'est engagée au sein de l'Union tchèque des brasseries et malteries (Český svaz pivovarů a sladoven) afin d'assurer la qualité et la conformité de la bière produite avec le standard de la « bière tchèque » défini et désormais protégé par l'Union européenne. En mars 2010, Plzeňský Prazdroj a demandé de resserrer les contrôles des brasseries produisant une soi-disant « bière tchèque » à la suite de la découverte d'additifs non autorisés dans des produits concurrents.
Par ailleurs, la brasserie s'est engagée auprès de l'Union tchèque des brasseries et malteries afin de participer également dès 2003, à l'Initiative of Responsible Breweries (« Initiative des brasseries responsables ») qui consiste en un code déontologique permettant une régulation de l'incitation à la consommation de bière afin qu'elle soit par exemple bannie de tout programme destiné aux enfants, ou encore afin de pousser les adultes à une consommation raisonnable et éclairée, tenant compte notamment des risques encourus lors de la conduite sous l'emprise de l'alcool (désormais sévèrement punie).

## Fabrication de la bière
Il est difficile d'obtenir des renseignements concernant la fabrication de la Pilsner Urquell. Les données recueillies par des experts indépendants le furent toutes dans la période 1989-1999, c'est-à-dire dans la parenthèse entre la chute du communisme et la prise de contrôle de l'entreprise par un puissant groupe étranger. Les indications fournies ci-après concernent donc une technique traditionnelle, qui a pu évoluer depuis 1999, bien que le motto officiel actuel soit axé sur la préservation de la qualité et depuis peu sur la préservation environnementale.

### Eau

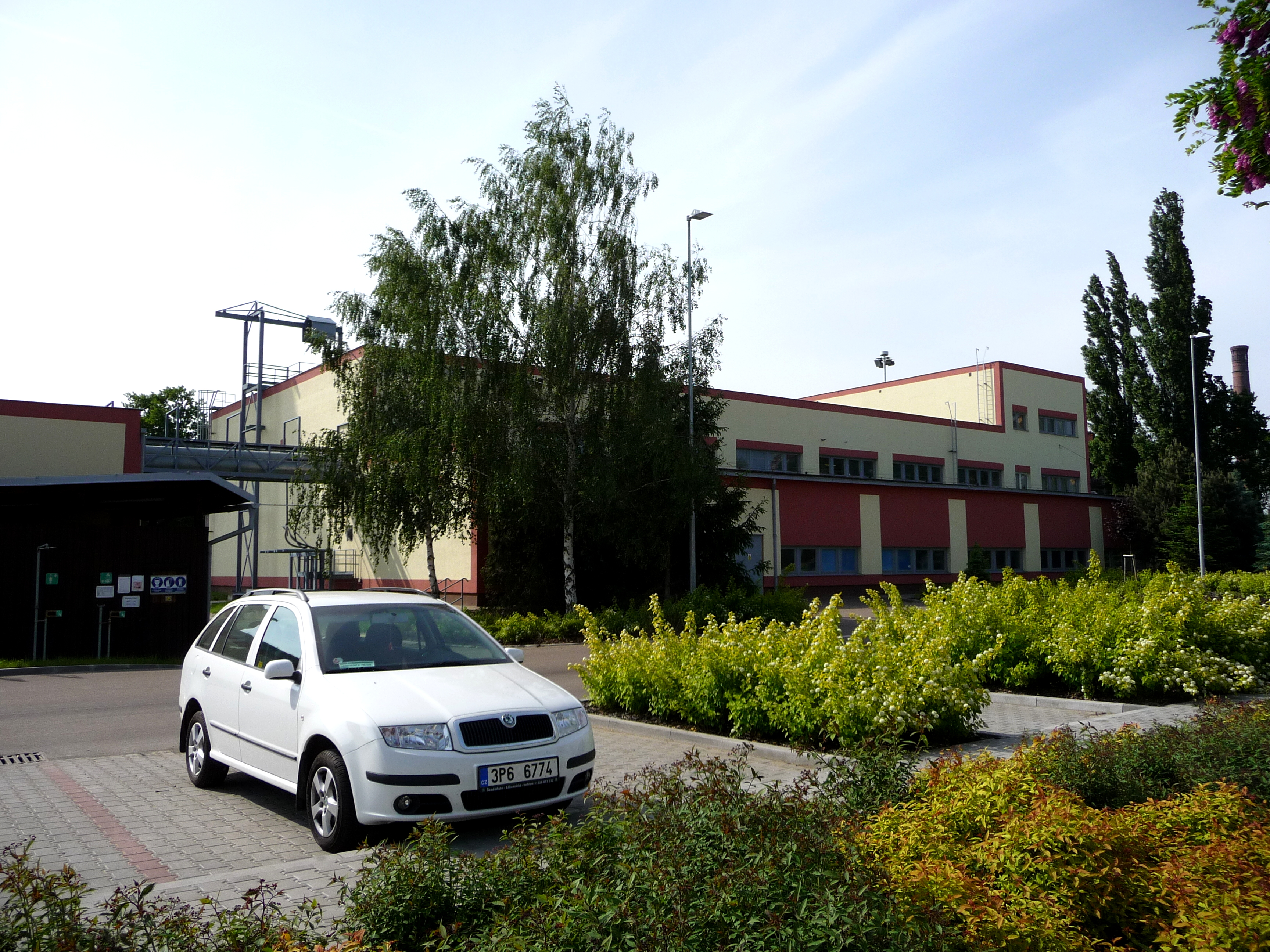
Le bâtiment de purification de l’eau.

L’eau utilisée pour la fabrication de la bière de Pilsen est très douce. Son indice de dureté n’est que de 1,6 TH (°F) (à titre de comparaison, l’eau de Munich affiche 15 TH (°F) et celle de Dortmund 42 TH (°F)). Cette douceur permet aux huiles essentielles de mieux se dissoudre dans le moût, « permettant ainsi un houblonnage plus généreux, sans développer d’âcreté. »
La brasserie utilise l’eau de source et l’eau de la ville. En maltage, on a recours à l’eau de source, en partie pour sa température plus constante. Les puits artésiens de la brasserie sont situés à 3,5 kilomètres de celle-ci. L’eau est traitée pour en retirer le fer et le manganèse.

### Malt
Le malt est obtenu à partir d’orge de Bohême et de la proche Moravie. Tout le maltage s’effectue maintenant au sein de la brasserie. L’orge germe pendant cinq jours jusqu'à 60 ou 75 % de modification seulement. Le malt obtenu a une couleur de 2,0° L. Il contient assez peu de protéines (moins de 11 %), ce qui contribue à la clarté de la bière.

### Brassage

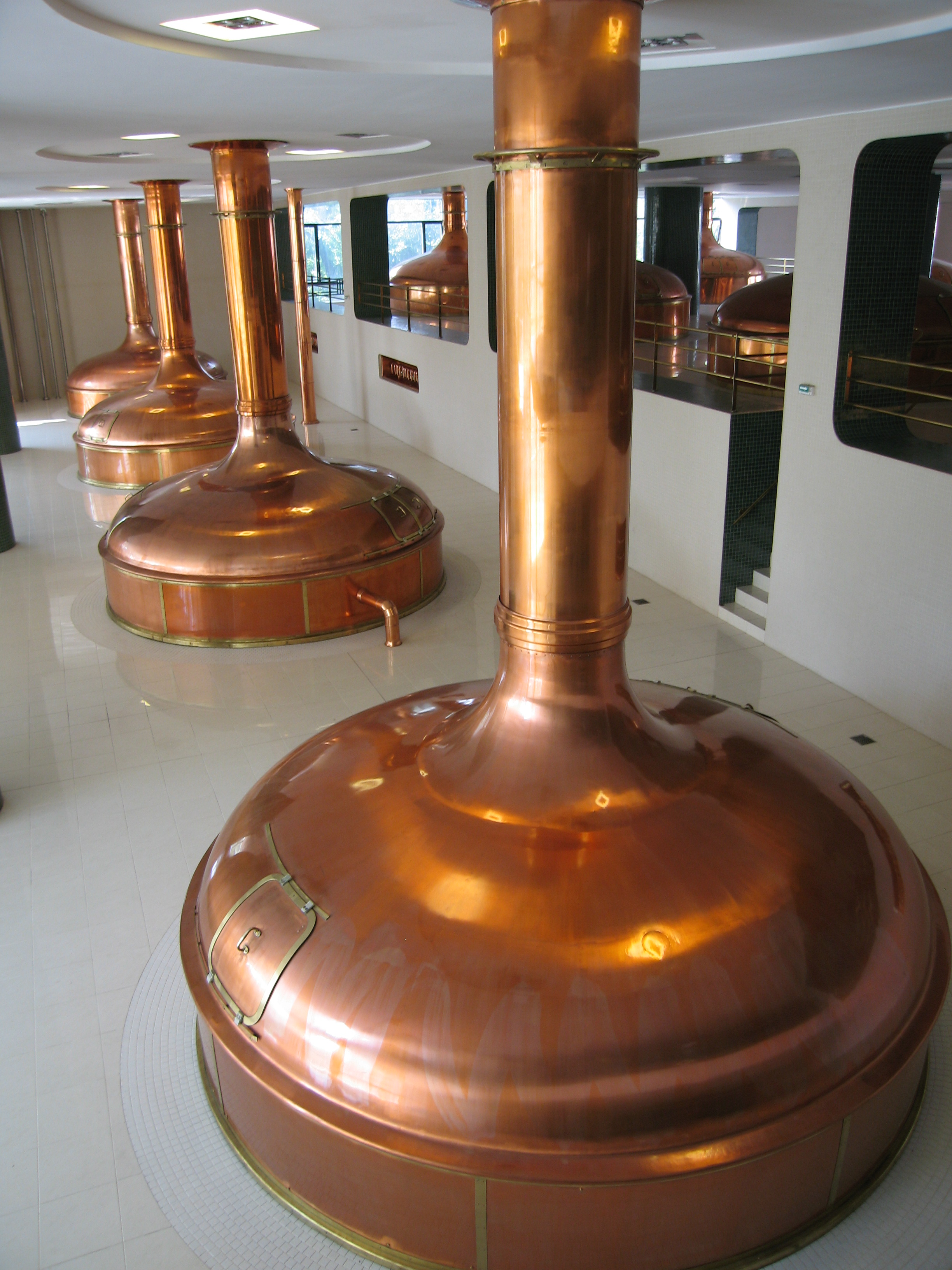
La nouvelle salle de brassage.

La décoction ne se fait pas à deux paliers, comme pour les pilsener allemandes, ou pour les munichoises et les bavaroises de froment, mais à trois paliers.
Le brassage de la Pilsner Urquell s’effectue dans des cuves de 200 hectolitres. La méthode employée — la décoction à trois paliers, opération complexe, longue et coûteuse — est la même depuis 1922. Celle-ci s'avère nécessaire du fait du malt utilisé. Celui-ci est moins modifié que les malts standards, restant encore clair et un peu ferme et avec une forte proportion de protéines ; la méthode permet ainsi une saccharification plus efficace, grâce à l'ébullition. L'utilisation de malts plus modifiés s'était avérée moins concluante pour ce type de bière.
Le principe consiste à retirer d’une première cuve une bonne partie de la maische (la pâte formée par le mélange d’eau et de mouture de malt), en prenant celle du fond, plus épaisse. Cette « trempe » est dirigée sur une deuxième cuve, où elle est portée à la température de saccharification. Puis elle bout un court moment, et retourne dans la première cuve, où elle porte l’ensemble de la maische à une température voulue.
Faire bouillir une trempe détruit la matrice que forment les protéines autour des granules d’amidon, permettant la dégradation enzymatique de l’amidon contenu dans le malt — ce qui compense le fait que celui-ci ne soit pas totalement transformé. La décoction à plusieurs paliers contribue aussi à ajuster le pH de la maische, ce que les ions naturels de l’eau ne peuvent faire. Pour obtenir la maische, on mouille d’eau froide la mouture de malt (c’est l’empâtage). On ajoute de l’eau chaude, de façon à porter la température de la maische à 35 °C. En tout, on verse 1,85 litre d’eau par kilogramme de malt et on laisse reposer.
On répète l’opération trois fois, au cours d’une phase de fabrication qui dure plus de quatre heures :
- premier palier (protéase) : on chauffe la trempe. On la laisse reposer. Puis on la fait bouillir. Elle regagne alors la première cuve, où elle doit porter la température de l’ensemble de la maische à 53 °C. On laisse reposer. Ce palier permet de briser les protéines complexes et de les transformer en enzymes et en protéines simples ;
- deuxième palier (bêta-amylase) : on prélève une nouvelle trempe et on recommence l’opération dans la deuxième cuve. Lorsque la trempe retourne dans la première cuve, elle doit porter la température de l’ensemble de la maische à 62 °C. On laisse reposer. Ce palier permet d'activer les enzymes responsables de la transformation de l’amidon en glucose et en maltose (les sucres fermentescibles qui, plus tard, seront transformés en alcool et en gaz carbonique par l’action des levures). En s’arrêtant là, on obtient une bière manquant de corps. Le palier suivant va permettre de générer les sucres non-fermentescibles ;
- troisième palier (alpha-amylase) : on prélève une troisième trempe et on renouvelle l’opération dans la deuxième cuve. Lorsque la trempe retourne dans la première cuve, elle doit porter la température de l’ensemble de la maische à 73 °C, pour aborder la phase suivante de la fabrication : le filtrage. Ce troisième palier permet d'activer les enzymes responsables de la production de dextrine, le sucre non-fermentescible donnant du corps à la bière, et de la tenue à son col[69].

Ce sont très certainement la douceur de l’eau et la décoction à trois paliers qui mettent en valeur le caractère malté de la Pilsner Urquell. Celle-ci, en effet, en dépit d’un taux d’amertume relativement élevé (40° IBU), présente un goût doux et malté.
La décoction à trois paliers rend les pilsner de Bohême un tout petit peu plus colorées que les pilsener allemandes (qui ont généralement recours à la décoction à deux paliers). La Pilsner Urquell a une coloration de 4,2° L.

### Houblon

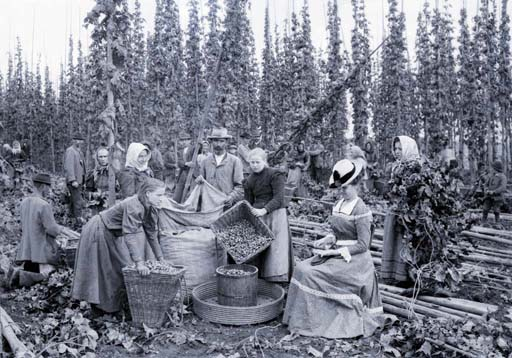
Récolte de houblon tchèque en 1898

Le houblon de Bohême est réputé dans le monde entier. Sa culture est attestée dès 859, et il est exporté dès 903. Venceslas Ier du Saint-Empire interdit l’exportation des boutures de houblon. Bien d’autres décrets suivent, les sanctions allant jusqu’à la peine de mort. Mais les boutons exportés en fraude ne donnent jamais la même qualité qu’en Bohême. La seule espèce cultivée est le rouge de la région de Žatec (en allemand : Saaz), complexe et subtil, d’une incomparable finesse. C’est lui qui aromatise la Pilsner Urquell, qui lui donne cette fine amertume, légèrement plus marquée et plus complexe que celle des pilsener allemandes.
Le moût bout deux heures. Le houblon est ajouté entier, en trois fois, à raison de 375 grammes par hectolitre, pour donner à la Pilsner Urquell les 40 unités IBU requises.

### Fermentation primaire

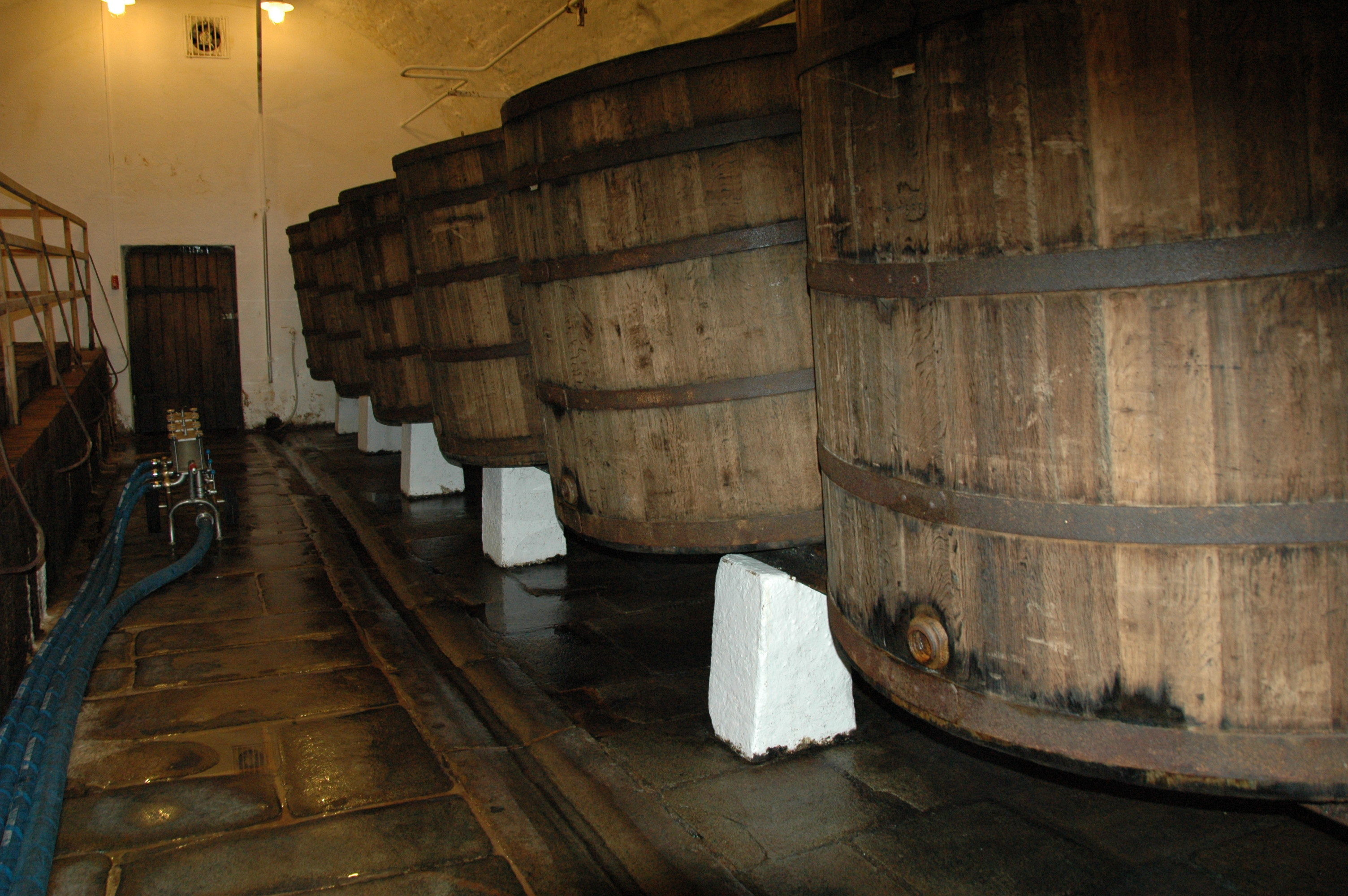
Les six foudres témoins de fermentation.

L’Institut tchèque de recherche en maltage et brassage s’emploie à sélectionner et à perfectionner les levures.
La Pilsner Urquell a recours actuellement à une seule souche de levure, la H-strain, aussi appelée Pilsner H, cultivée mensuellement dans la brasserie pour garantir une fermentation optimale.
Les anciennes cuves de fermentation, ouvertes, étaient relativement petites (moins de 200 hectolitres). On pensait que les flaveurs de bière étaient ainsi mieux protégées contre l’effet d’évaporation du gaz carbonique. Au désespoir des puristes, la fermentation primaire s’effectue maintenant dans 40 fermenteurs clos, en inox, d’une capacité unitaire de 1 800 hectolitres. La fermentation primaire dure 11 jours, à une température inférieure à 9 °C.
Devant les levées de boucliers des amateurs dénonçant une qualité sacrifiée, on a remis en service six antiques foudres de fermentation en chêne pour obtenir des échantillons de comparaison. Un groupe d’experts indépendants, venu sur place, s’est déclaré incapable d’établir une différence entre la Pilsner Urquell de tradition et la nouvelle. Les visiteurs de la brasserie peuvent eux-mêmes tenter l'expérience.

### Maturation
Jadis, la Pilsner Urquell s’affinait trois mois dans 6 000 fûts de chêne de 25 hectolitres, alignés dans les neuf kilomètres de cave de la brasserie. Aujourd’hui, la maturation est ramenée à 35 ou 40 jours, dans 56 réservoirs inox de 3 300 hectolitres chacun.

### Pasteurisation
Il n’est pas rare non plus de rencontrer, à l’exportation, des bouteilles oxydées ou éventées. On peut trouver une explication dans le fait que le temps de pasteurisation n’est pas le même selon qu’il s’agit d’une bière destinée au marché local ou à l’exportation. La brasserie table en effet sur une consommation nationale qui se ferait dans les six mois en Tchéquie (le pays détient le record mondial de consommation annuelle de bière par habitant par pays) et dans les douze mois à l’étranger. Elle pasteurise donc plus longtemps la bière destinée à l’exportation. Or, un trop long processus de purification microbienne peut être source d’oxydation et peut aussi détruire certaines substances aromatiques du houblon. Tous les amateurs le reconnaissent : pour goûter la Pilsner Urquell dans sa plénitude, mieux vaut se rendre sur place.

### Conditionnement
Le conditionnement en bouteille verte est unanimement dénoncé par les experts, qui le rendent responsable du répugnant « goût de lumière » (la « mouffette », disent les Québécois). Beaucoup d’Américains sont d’ailleurs persuadés qu’il s’agit là du goût naturel des bières européennes.
La Pilsner Urquell ne garde toutes ses qualités gustatives que si elle est efficacement protégée de la lumière, c’est-à-dire en boîte (« canette »), en fût ou en bouteille brune. La lumière en effet dégrade les humulones de la bière. Le résultat de cette photolyse est un thiol (le « goût de lumière »). Le verre vert est à bas prix, ce qui est tout bénéfice pour le brasseur, mais il n’arrête pas la lumière. Mario D'Eer fait remarquer : « L'utilisation de la bouteille de couleur verte pour [...] la Plzeňský Prazdroj reflète une absence de respect pour l'intégrité du produit. Sa signature typique pour un grand nombre d'amateurs novices est la mouffette. Elle ne demeure une grande bière que lorsqu'elle est présentée dans un contenant la protégeant adéquatement. »
Très récemment, les bouteilles en plastique recyclable de type PET sont apparues sur le marché à la suite de l'introduction de ces produits par la concurrence et face à la montée en puissance des considérations environnementales et économiques ; certaines bières de Plzensky Prazdroj bénéficient de ces innovations.

## Bières

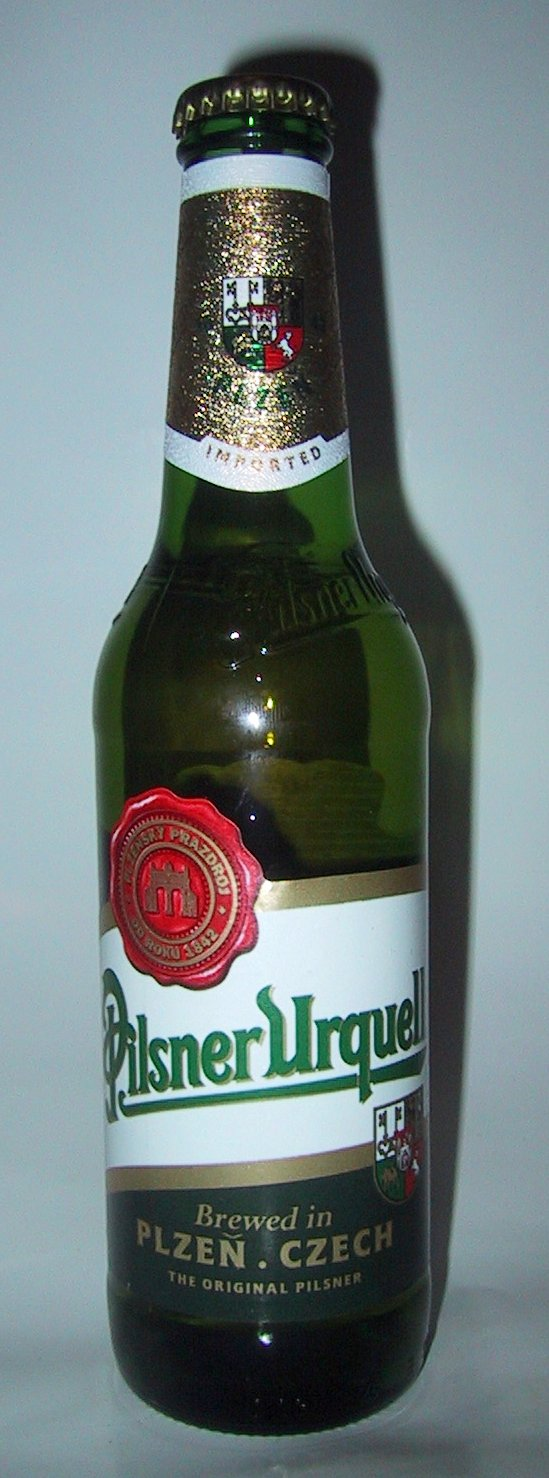
Bouteille de Pilsner Urquell

Bien que populaires, les bières de l'enseigne n'en demeurent pas moins des produits de qualités, pour preuve, leur bon classement dans les dégustations de divers festivals. La gamme complète conserve les marques acquises par les fusions successives de brasseries bien que certaines aient disparu. Suivant l'évolution du marché, Plzeňský Prazdroj produit désormais des bières brunes qui n'ont que peu de rapport avec la fameuse bière pils originaire.

### Pilsner Urquell / Plzeňský Prazdroj / Plzeňské pivo
La Pilsner Urquell est une bière blonde titrant 4,4 % vol. d'alcool. Elle se boit froide, mais pas en dessous de 7 °C (1° supplémentaire est toléré). Elle a une haute teneur en dioxyde de carbone, qui produit un « collier » épais, crémeux, persistant (hauteur conseillée de 35 mm). Cela donne une bière vivante, pleine « d’âme », comme disent les Tchèques.
La couleur (4,2° L) est très légèrement dorée (les Tchèques parlent de « flamme » ou d’« étincelle »). C'est une bière assez fortement houblonnée, et par conséquent assez amère (40 unités IBU). La saveur est nette et rafraîchissante. « L’arôme est dominé par un caractère floral, épicé et houblonné ; la saveur, douce tout d’abord, s’achève en une finale sèche et amère. »
Jusqu'en 2008, il était de tradition de la déguster au moyen d'une chope en verre ; désormais, un nouveau style de verre à bière plus léger et plus facile à prendre en main est distribué au nom de la marque.
Il existe une variante disponible uniquement à la brasserie de Pilsen : Pilsner Urquell Kvasnicový, avec du moût et de la levure ajoutée, non-filtrée.

### Gambrinus
La gamme, très populaire en Tchéquie, titre de 4 à 5 % de volume d'alcool et a une robe blonde et une amertume moins prononcées. C'est également une bière pils fort appréciée qui se décline en quatre variétés :

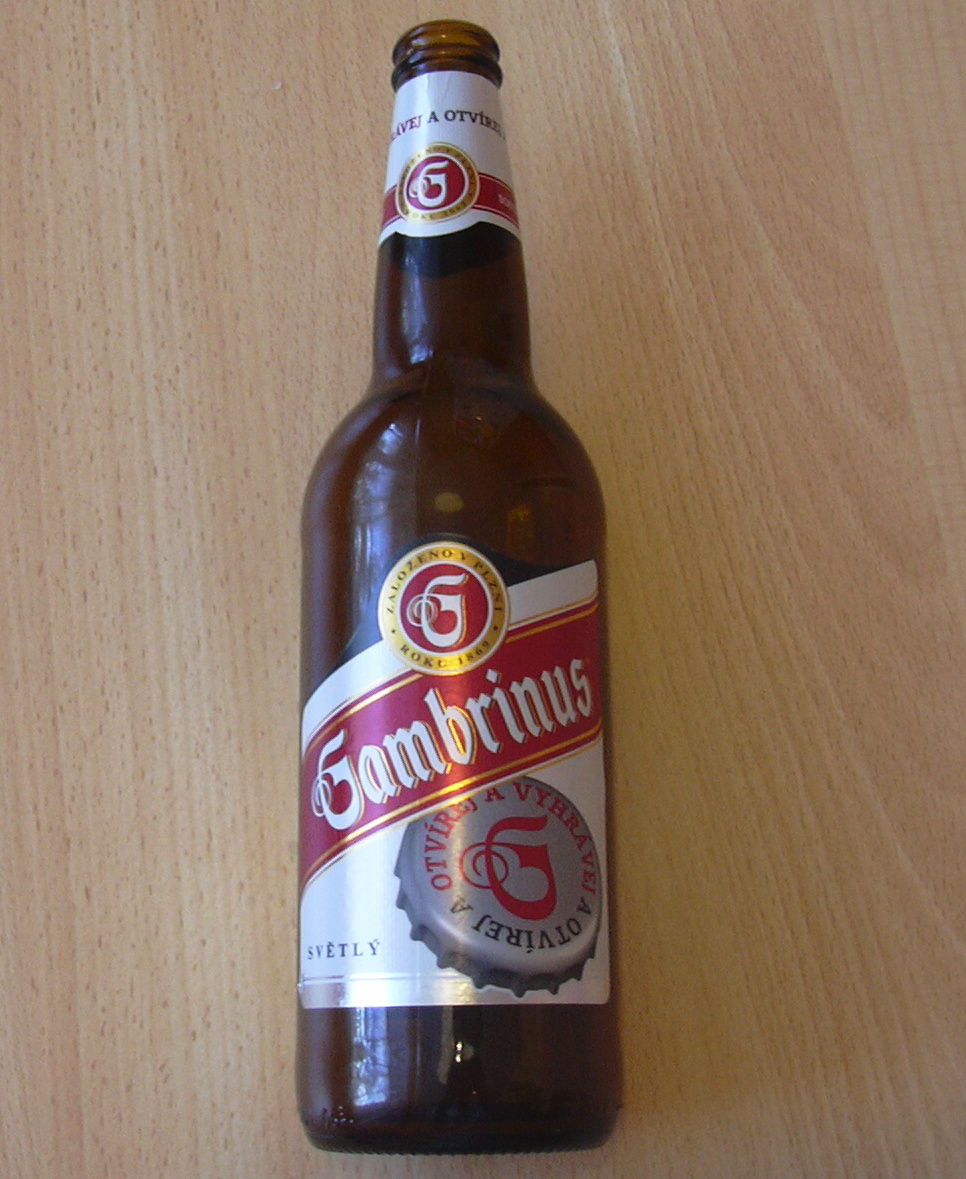
Bouteille de Gambrinus tchèque

- Premium / Premium Světlý ležák, titrant 5 % vol. ;
- Světlý / Pale, titrant 4,1 % vol. ;
- 11° Excelent, titrant 4,7 % vol. ;
- Dry / Dia, avec sucre réduit, titrant 3,8 % vol.

Il existait également d'autres variétés qui ne sont plus distribuées :
- Master, bière sans alcool, titrant 0,5 % vol. ;
- Bílé, weizenbier (bière blanche), seule bière de fermentation haute du groupe, titrant 5,1 % vol[81] ;
- Osma, titrant 3 % vol. ;
- Desítka, titrant 4,1 % vol. ;
- Premium Černé, bière brune titrant 4,2 % vol.

D'autres bières, produites par Západočeské pivovary mais rattachées à Gambrinus, étaient quant à elles réservées au marché de l'exportation telles :
- Senator / Diplomat, bière brune produite à partir de 1950 qui dut changer de nom pour des questions légales[83] ;
- Wenzels Bräu, pils ;
- Das Bier aus Pilsen ;
- Světovar ;
- World's Brew / Weltbräu ;
- Dia Pivo, bière allégée ;
- Pilsen, pils.

### Radegast

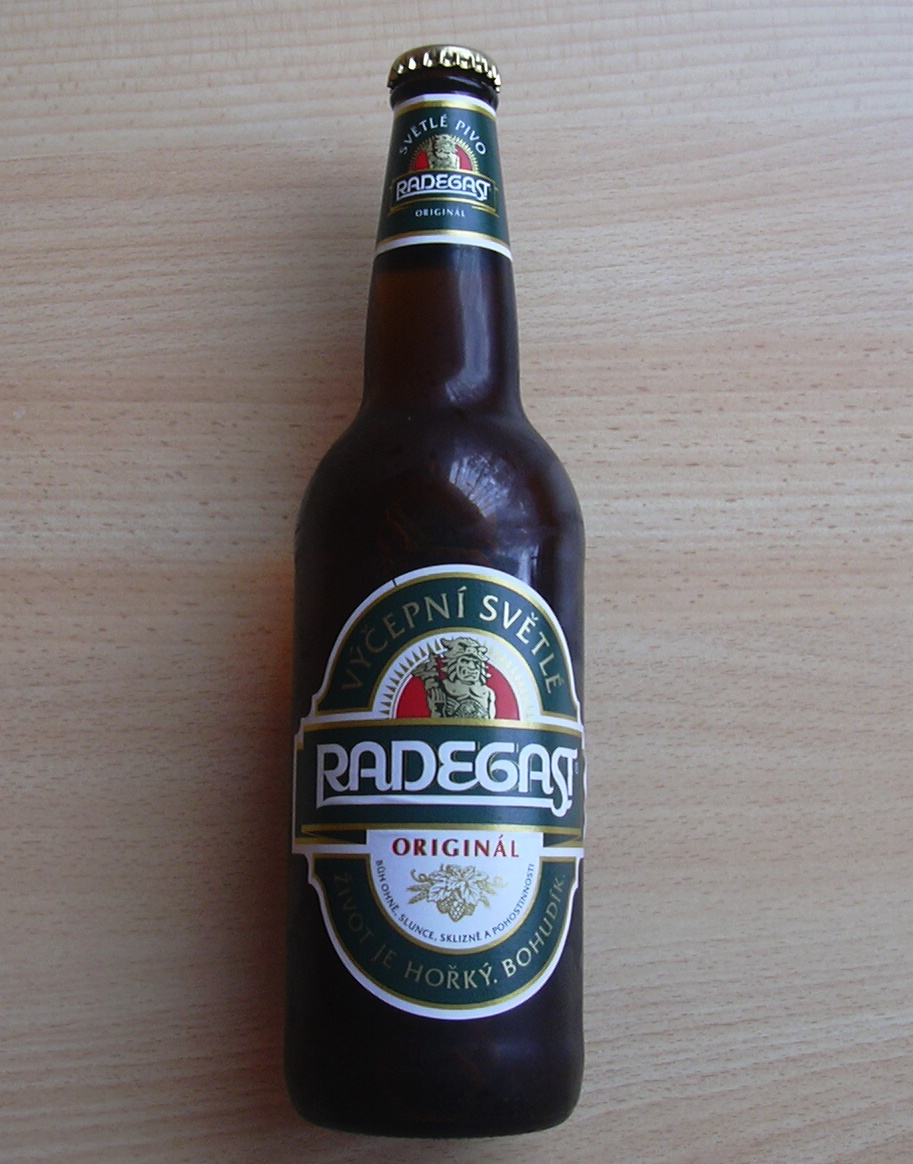
Bouteille de Radegast

Elle se décline aujourd'hui en deux variétés un peu moins maltées que la Pilsner Urquell :
- Premium, bière blonde pils titrant 5 % vol. ;
- Original, bière blonde pils titrant 4 % vol.

D'autres marques ont disparu récemment :
- Klasik, titrant 3,6 % vol. dont le retrait de la marque Radegast sur l'étiquette en faisait un produit bénéficiant de la notoriété de Pilsen Urquell, qui d'ailleurs continue à produire une bière sous ce nom, augmentant la confusion[49] ;
- Triumf, titrant 3,9 % vol. ;
- Porter, Dark, Pivrnec, Zlatnik et Light à la suite de l'achat de la brasserie de Most (transférée àSedlec[Lequel ?]) en 1994, et à sa banqueroute en 1998 juste avant le rachat de Radegast par Pilsner Urquell[84].

#### Birell
La gamme de Radegast comportait auparavant la Birell (en fait, Radegast Birell, bière blonde à 0,49 % vol.) qui forme désormais un monde à part commercialement certainement du fait qu'elle est une bière sans alcool (brassée depuis 1993). La production se limitait alors à 3 257 hectolitres. Elle est devenue entre-temps la plus populaire des bières sans alcool tchèques, et ses ventes sur le marché national ont été multipliées par 100 en quinze ans (plus de 320 000 hectolitres, en 2008).

### Velkopopovický Kozel

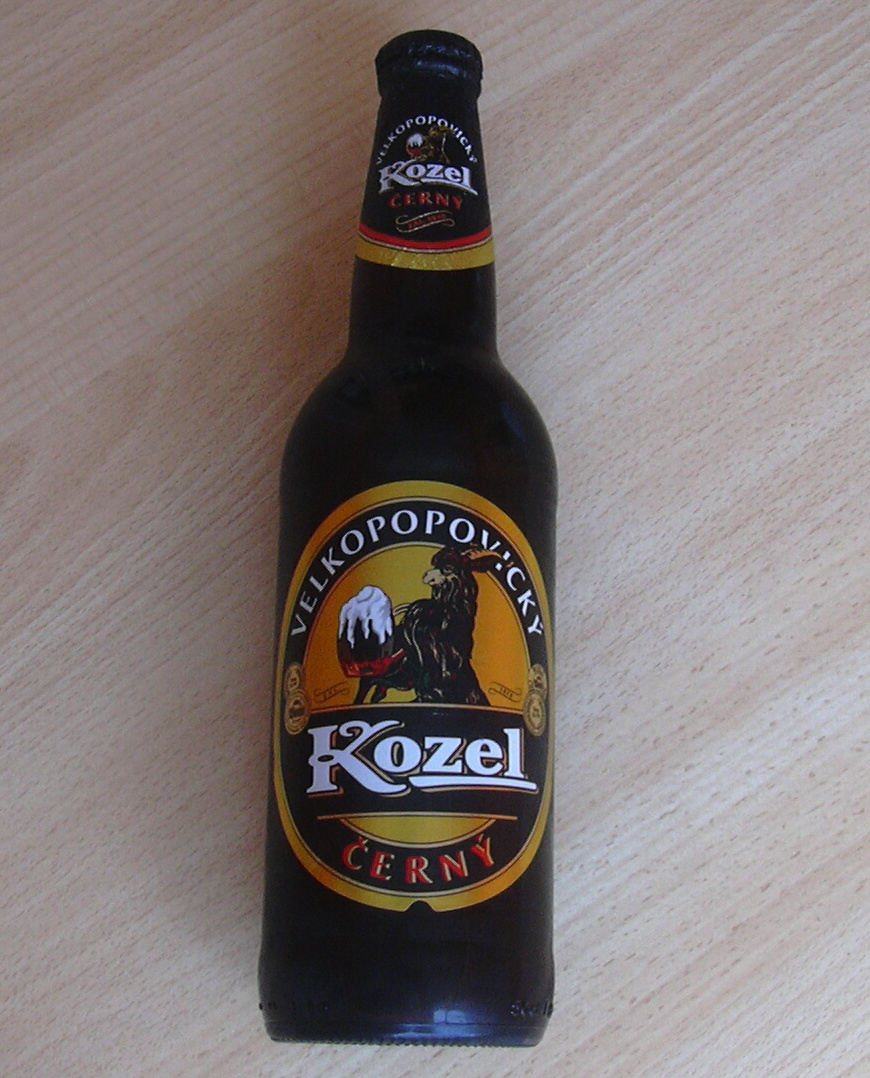
Bouteille de Kozel

Elle existe en quatre variations bien maltées, un peu sucrées et fruitées, moins cependant que la Pilsner Urquell (leur style tend à les rapprocher des bières allemandes) :
- Premium, bière blonde lager titrant 5 % vol.
- Pale / Světlý, bière blonde lager titrant 4 % vol. ;
- Dark / Černý, bière brune lager titrant 3,6 % vol. avec une mousse brune ;
- 11° Medium, bière blonde lager titrant 4,6 % vol. avec un goût bitter.

Il existe également d'autres variétés qui ne semblent plus distribuées :
- Nealkoholický / Free, bière sans alcool blonde titrant 0,6 % vol. ;
- Pivo Tmavé, bière brune titrant 2,4 % vol. ;
- Florian, bière brassée en 2005 ;
- Řezané, uniquement à la pression ;
- Staročech Premium, Staročech et Special, dont la production s'arrête en 1999, juste avant la fusion avec Pilsner Urquell.

### Master

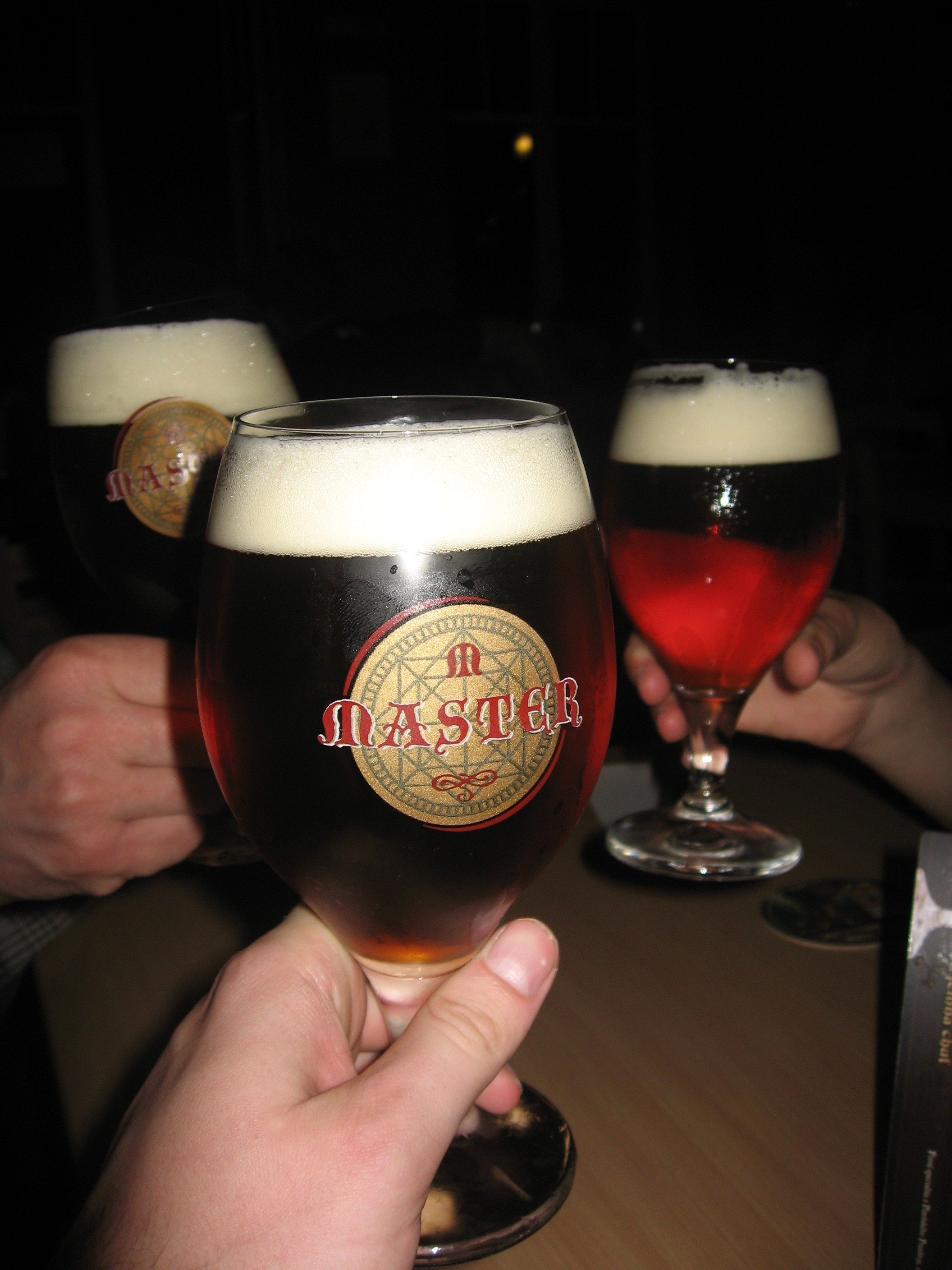
Verres de Master

Dernière création de la compagnie en 2007 afin de gagner des parts de marché face aux bières étrangères, elle a adopté un nom anglophone sous l'influence de SABMiller qui y voit un moyen de faciliter les exportations. La marque se décline en deux variétés spéciales de couleurs sombres inspirées de recettes de Tadeas Hajek remontant à 1585 :
- Semi-dark / Polotmavý, bière ambrée titrant 5,2 % vol. ;
- Dark / Tmavý, bière brune titrant 7 % vol.

### Autres marques
La brasserie Plzeňský Prazdroj produit également deux autres bières blondes (populaires et bon marché) qui n'ont pas de variante actuellement. Elles sont distribuées désormais également sous forme de bouteilles PET de 1,5 L :
- Klasik, lager titrant 3,6 % vol.
- Primus, pils titrant 4,2 % vol.

## Autres boissons
Voulant se démarquer de la récurrence de l'image négative de l'alcoolisme, Pilsner Urquell développe concurremment à une communication sur la consommation éclairée de bière, des produits qui n'ont plus cette appellation : un panaché et un soda.

### Frisco
Lancée en 2004, Frisco est une gamme de boisson maltée rafraîchissante (appelée aussi cooler) s'adressant à un public jeune et soutenue par des pop-stars tchèques (Dara Rowlins). Grâce à son goût de limonade, elle attire de nombreux jeunes consommateurs, mais comme elle est alcoolisée, elle s'apparente aux bières aromatisées et est une porte ouverte à la consommation des bières du groupe. Elle est produite en deux variantes à la robe jaune clair :
- Jablko & Citron (à la pomme et au citron) titrant 4,5 % vol. ;
- Jablko & Citron Dry, avec taux en sucre réduit et titrant 4,5 % vol.

### Swist Cola
À la suite du succès de Frisco et Birell, la brasserie produit et distribue également depuis 2009 en Tchéquie et en Slovaquie un soda appelé Swist-Cola, seule boisson non-alcoolisée et non-brassée du groupe, destinée à séduire un public jeune et familial tout en permettant d'offrir aux clients et partenaires de la marque, un éventail complet de boissons sans faire appel à un autre fournisseur.

## Brasserie-restaurant
La brasserie héberge intra muros Na Spilce, le plus grand restaurant de Tchéquie, situé dans un ancien cellier et disposant de 560 places. La brasserie dirige également un pub : Na Parkánu (Beer House) et un magasin de souvenirs.

### Pilsner Urquell Original Restaurant
Depuis 1995, l'entreprise diversifie ses activités et tente de prendre le contrôle total du circuit économique allant de la production à la consommation de bière. Elle a ainsi lancé une chaîne d'une dizaine de brasseries-restaurants en franchise sous le label Pilsner Urquell Original Restaurant (PUOR) en Tchéquie et en Russie notamment. Bien que non-propriétaire de ces enseignes, Pilsner Urquell en est partenaire et contrôle le bon usage de la marque, du logo, des symboles associés et de l'aménagement unifié autour du thème de la brasserie.

### Débits de boissons
Bien entendu, chaque amateur défend farouchement sa préférence, mais on peut citer les débits de boissons les plus réputés bien que non-affiliés à la brasserie :
- À Pilsen :
  - U Salzmannů ;
- À Prague :
  - U Pinkasů ;
  - U Zlatého Tygra, qui dispose d’un système de pression contrôlée très perfectionné ;
  - U Kocoura.

Par ailleurs, afin d'assurer un service 24 h/24 h, Pilsner Urquell a décidé en 2007 de mettre en place des distributeurs automatiques de bières dans les rues de Prague. Plus d'une vingtaine de machines Pivomat est déjà en place et rencontre un vif succès malgré le système intégré scannant la carte d'identité du client afin de vérifier s'il est en droit d'acheter un produit alcoolisé.

## Musée de la Brasserie
Pilsner Urquell est propriétaire du Musée de la Brasserie de Pilsen (Pivovarské muzeum) ouvert le 8 mai 1959. Unique en son genre en Tchéquie, il se situe dans une ancienne maison de Pilsen remontant au XVe siècle qui servait déjà de brasserie ; il conserve environ 18 000 articles. La visite combinée à celle de la brasserie, inclut une malterie, des celliers, une taverne, un laboratoire et une partie des souterrains de la ville. C'est le deuxième site touristique le plus visité du pays (environ 200 000 visiteurs) après le château de Prague.

## Concurrence
Une autre bière a ses inconditionnels en Tchéquie : la Budweiser Budvar (à ne pas confondre avec la Budweiser américaine), brassée à České Budějovice, moins houblonnée que la Pilsner Urquell (l’amertume de la Budvar est de 12 unités IBU, pour 40 à la Pilsner Urquell) mais un peu plus forte (5 % vol.).
Par ailleurs, le phénomène récent des microbrasseries explose également dans ce pays et nombre de consommateurs s'orientent à présent vers des produits différents et spécifiques (bière aromatisée, bière spéciale, etc.) car issus d'unités de productions artisanales telles les brasseries Bernard ou U Fleků. À Pilsen aussi on trouve désormais les microbrasseries Minipivovar Na Rychtářce, Minipivovar U rytíře Lochoty Plzeň, Pivovárek & restaurant U Sládka et Pivovarský dvůr Plzeň.
Enfin, il existe des clones de Pilsner Urquell, sous forme de recettes ou de préparations prêtes à l'emploi (Pilsner Urquell All-Grain Kit) distribuées dans le commerce et destinées aux brasseurs amateurs.

## Anecdotes
- La brasserie figure en 2008 sur les pièces en or commémoratives tchèques de 2500 CZK dédiées au patrimoine culturel et industriel[97]
- Ironie de l'histoire, bien des Tchèques achètent aujourd'hui leur bière nationale Pilsner Urquell, en Allemagne, où elle coûte moins cher[98].
- La brasserie n'est aucunement liée au jeu vidéo érotique en ligne du même nom, où l'on voit pourtant des bouteilles et le logo de Pilsen Urquell[réf. nécessaire].
- Sous l'appellation České pivo, la « bière tchèque » est désormais la seule appellation de bière nationale protégée au niveau européen[99]. Cette appellation ne recouvre pas toutes les bières produites en Tchéquie, mais celles remplissant certaines conditions techniques et géographiques, que la Pilsen Urquell remplit parfaitement.